# Dubrovník
Dubrovník [ˈdǔ.bro̞ːʋ.nyk]IPA (chorvatsky  Dubrovnik, latinsky a italsky Ragusa) je chorvatské přístavní město, které se nachází na jihu Dalmácie. V roce 2011 žilo v Dubrovníku 28 434 obyvatel, v celé opčině pak 42 615 obyvatel, v roce 2001 zde dle chorvatského sčítání lidu žilo 43 770 lidí a v roce 1991 to bylo 49 728 obyvatel. V roce 2021 podle statistik v Dubrovníku žilo 41 562 obyvatel. Absolutní většinu obyvatel tvoří z 92 % Chorvati. Je jedním z nejvýznamnějších historických a turistických center jaderského pobřeží i Chorvatska. Bývá také označován jako „perla Jadranu“.
Město Dubrovník vždy prosperovalo z námořního obchodu. Ve středověku bylo centrem Dubrovnické republiky, námořní republiky, která konkurovala podobným státním útvarům na jaderském pobřeží.
Dubrovník s okolím (téměř celá Dubrovnicko-neretvanská župa) je exklávou Chorvatska (jakož i Evropské unie), která je od zbytku území Chorvatska oddělena krátkým úsekem pobřeží patřícím Bosně a Hercegovině (s letoviskem Neum).
Patronem města je svatý Blažej.

## Název
Název Dubrovnik je slovanského původu a s italským, resp. latinským název Ragusa koexistoval po několik století. Latinský název se objevoval v různých podobách již v 10. století. Oficiální název Dubrovnické republiky zněl v latině, resp. italštině až do roku 1808 Republica Ragusina.
Slovanský název Dubrovnik se poprvé objevil v 12. století, široce se rozšířil na přelomu století šestnáctého a sedmnáctého v souvislosti s příchodem většího počtu slovanského obyvatelstva do města. První zmínka názvu Dubrovnik pochází z dokumentu Povelja Kulina Bana a stejně jako u řady českých názvů odkazuje na slovo doubrava označující les. Setkat se s ním lze i u řady dalších toponym ve slovanských zemích, např. v Polsku (Dąbrowa) apod.
Latinský, resp. italský název Ragusa je mnohem staršího původu a pochází z starořeckého Ῥαούσιν. Do latiny, resp. dalmatštiny byl převzat v 10. století. Ve středověku se objevoval v různých přepisech (Rausia, Lavusa, Labusa, Raugia, Rachusa). Původ řeckého toponyma byl studován, nicméně bylo dosaženo spíše několika domněnek, než jasného závěru. Název může odkazovat na řecké slovo ῥαγός (vinná réva), případně ῥωγός (úzký průchod), ῥωγάς (skály) apod. Rovněž může označovat ilyrský kmen, který žil v oblasti dnešního Epiru. Podle jiné teorie odkazuje na původní osídlení, odkud utekli obyvatelé na místo dnešního Dubrovníka před vpády Slovanů v 7. století.
Kromě dvou uvedených se ve středověku pro město Dubrovník používaly ještě jiné názvy, které později vymizely, a to: Labusedum, Epidaurus nebo Pitaura.

## Poloha
Dubrovník se nachází v nejjižnější části Chorvatska. Z turisticky atraktivních chorvatských měst se dále na jih nachází už pouze Cavtat. Od vyschlé Hercegoviny, které se nachází dále do vnitrozemí, jej oddělují několik set metrů vysoké vrcholky, které vystupují přímo z moře. Hranice s Bosnou a Hercegovinou se nachází cca 5 km severovýchodním směrem od města a kopíruje přibližně tvar pobřeží.
Město se nachází 390 km jihovýchodně od Záhřebu, 165 km jihovýchodně od Splitu, 135 km jižně od Sarajeva, 98 km západně od Podgorice v Černé Hoře a 42 km severozápadně od Hercegu Nového. Přes Jaderské moře je vzdálen 197 km od italského přístavu Bari. Dubrovník se rozkládá zhruba stejně jižně, jako italské město Pescara nebo hlavní město Kosova Priština.
Z chorvatských letovisek na břehu Jaderského moře vyniká Dubrovník tím, že není obklopen na moři žádnými většími ostrovy. Jedinými dvěma výjimkami jsou malé ostrůvky Koločep (v souostroví Elafitských ostrovů) západně od města Lokrum jižně od Dubrovníka.

## Klimatické poměry
Pro město je typické přechodné klima mezi vlhkým subtropickým a středomořským. Během léta dochází k poklesu množství srážek (stejně jako jinde na území Balkánského poloostrova), ale není tomu do té míry, jako na jiných místech s typickým středomořským podnebím. Od podnebí ostatních středomořských oblastí se však Dubrovník odlišuje typickými větry a bouřkami. Vítr Bura zasahuje jižní část chorvatského pobřeží Jaderského moře.
V Dubrovníku jsou v červenci a srpnu maximální teploty okolo 29 °C, v noci klesají na průměrných 21 °C. Teplota moře se v období od května do září pohybuje v rozmezí 19–25 °C.
Na jaře a na podzim se maximální teploty pohybují obvykle mezi 20 a 28 °C. Zimy jsou velmi mírné a nejteplejší ve srovnání se zbytkem Chorvatska i bývalé Jugoslávie. Průměrná teplota v lednu dosahuje zhruba 9 °C. Ročně má Dubrovník v průměru 2629 hodin slunečního svitu.

## Historie

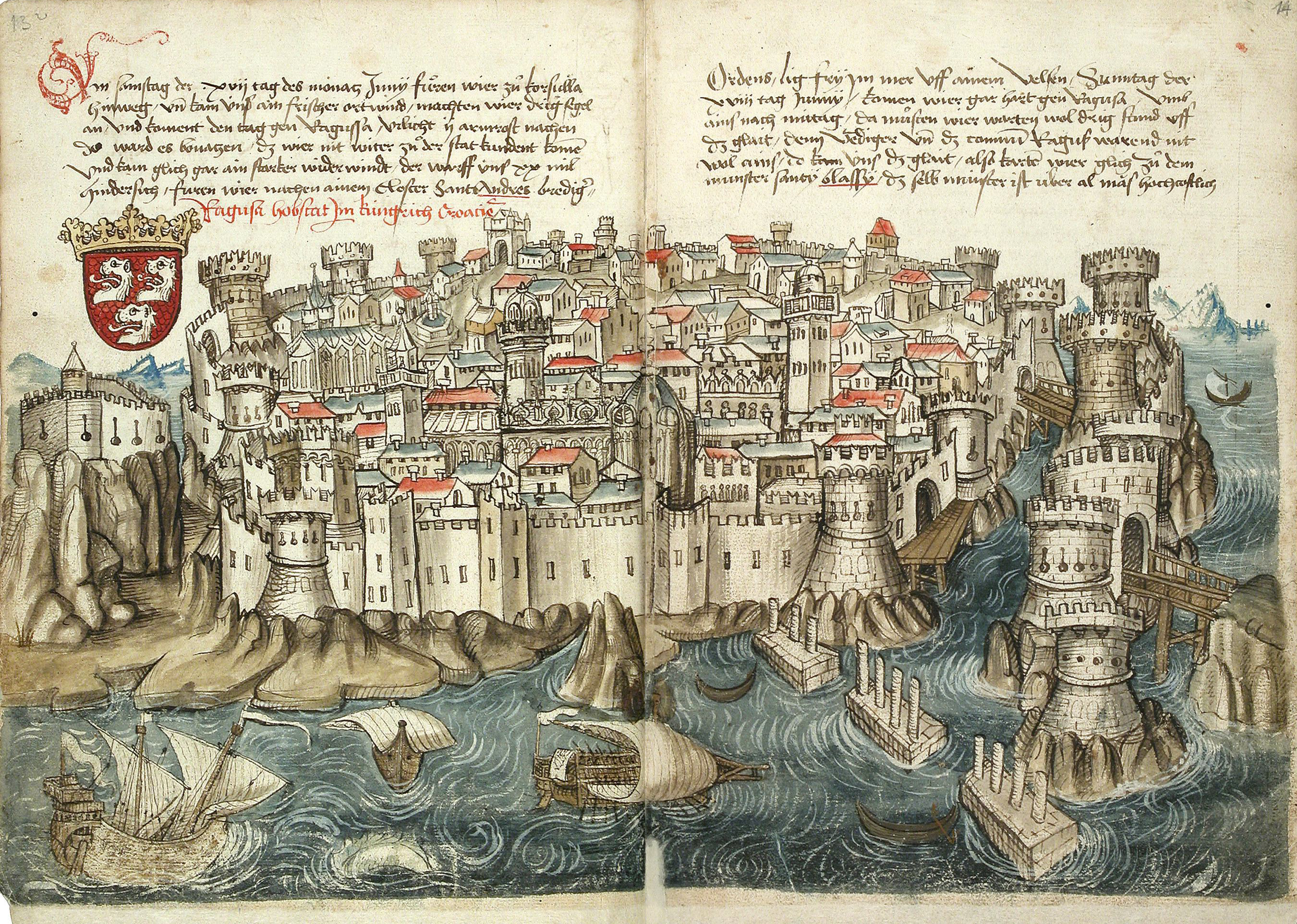
Středověká podoba Dubrovníku

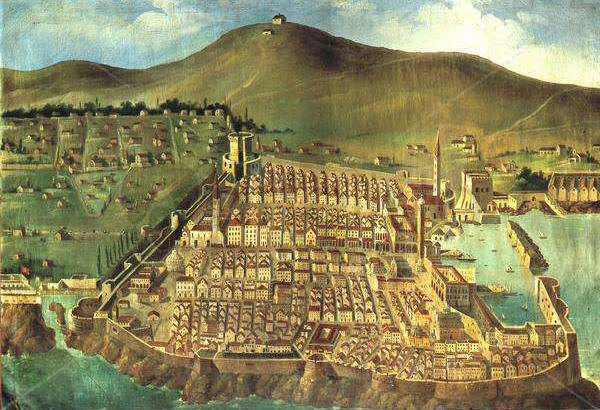
Město před zemětřesením v roce 1667

Donedávna[kdy?] se tradovalo, že Dubrovník, původním jménem Ragusa, vznikl sloučením dvou osad: Laus (později také Raus, Ragus), která se nacházela na  ostrůvku jižně od dalmatského pobřeží, osídlené obyvatelstvem románského původu (uprchlíky z Epidauru – Cavtatu, zničeného předtím Avary a Slovany) a Dubrava, slovanské osady na pobřeží a  že se ve 12. století obě osady spojily v jednotný celek, když byla zasypána původní úžina, na jejímž místě se dnes nachází třída Stradun.
Podle posledních archeologických zjištění a rekonstrukce starořeckých námořních cest s denními etapami 45 až 50 námořních mil byl Dubrovník zastávkou mezi Budvou a Korčulou (vzdálenost 95 námořních mil) a byl tedy původně řeckou námořnickou osadou. Pod Stradunem, v místech, kde měla být zasypaná úžina, se našly přirozené pískové vrstvy, nikoliv lidmi nasypané. První písemná zmínka, která připomíná existenci města, se objevila v roce 850. Po nějakou dobu dobu byl součástí thematu Dalmácie v rámci Byzantské říše. Pozůstatky byzantské baziliky byly ve středu města odhaleny při archeologickém průzkumu v roce 2007.
V roce 992 dobyl Dubrovník bulharský car Samuil. Zřízeno zde bylo sídlo metropolity; město bylo odtrženo od církevní správy ve Splitu. Benátská republika využila na počátku 12. století křížové výpravy na Blízký východ a Dubrovníka se zmocnila. Proti Benátčanům místní zorganizovali tři vzpoury.
Roku 1081 obsadili Dubrovník Normané, brzy na to však byli vypuzeni.
Roku 1153 navštívil Dubrovník arabský cestovatel Al-Idrísí. Kromě jednotlivých měst na břehu východního Jadranu zaznamenal i jazykové (resp. národnostní) složení jednotlivých měst. Dubrovník popsal jako město s dalmatským (tj. latinským) obyvatelstvem, ačkoliv v případě měst Senj a Bar mluvil o většině obyvatelstva slovanského.
Roku 1272 získal Dubrovník statut města.
V roce 1296 poničil město požár. Byl natolik závažný, že dle tehdejších záznamů kronikáře Junija Resti chtěla řada lidí město opustit a odejít do okolních vesnic.
V Dubrovníku byla v roce 1317 postavena třetí nejstarší lékárna v Evropě.
Benátská nadvláda nad městem trvala až do roku 1358. Po Zadarské mírové smlouvě v letech 1358 až 1440 se stal Dubrovník relativně nezávislým vazalem Uherského království. Po roce 1440 se nicméně ocitl v podobném vztahu k Osmanské říši – platil roční tribut sultánovi. Díky obchodu s okolními státy (i s Tureckem[zdroj?]) však republika postupně bohatla. Již v 15. století se v Dubrovníku nacházela řada konzulátů různých zemí.
Dubrovník měl klíčový význam v chorvatské středověké literatuře, literatuře renesance i období baroka.
Republika zažívala vrchol své moci a prosperity v 15. a 16. století, ve spolupráci s Anconou – trasa Dubrovník, Ancona, (Florencie) a Flandry tvořila protiváhu Benátské republice – trasa Benátky, Rakousko a Německo.
V 16. století tvořilo mohutnou dubrovnickou flotilu i 180 velkých lodí. Město bylo opevněno hradbam kolem celého svého obvodu. Do města vedly dvě brány z obou stran původní úžiny (Pile a Ploče). V této době také docházelo k značné demografické změně. Obyvatelstvo, které mluvilo latinsky, resp. italsky nebo dalmatsky bylo postupně doplňováno stále rostoucím podílem Slovanů. Ačkoliv v Dubrovníku žili Slované ještě dříve, nárůst byl typický především pro 16. století. V roce 1582 si dubrovnický arcibiskup postěžoval papeži, že nemůže dále sloužit mše, neboť neovládá slovanský jazyk na dostatečné úrovni. Postupem času z Dubrovníka dalmatský jazyk zcela vymizel. Místní neslovanské obyvatelstvo označovalo záhoří (území dnešní Bosny a Hercegoviny) termínem Slavonia.
V roce 1667 bylo město téměř zničeno silným zemětřesením, při kterém zahynulo zhruba 5000 lidí. Historické centrum města s románskou katedrálou, gotickými a renesančními paláci, kostely a kláštery se celé zřítilo. Obnova byla následně realizována podle moderního plánu se sítí ulic svírající na sebe pravé úhly. K hlavní třídě Stradun byly orientovány kolmo nové ulice, jejich podoba a šířka byla realizována dle benátského vzoru. Přestože město získalo svojí původní slávu i lesk, zničena byla řada unikátních staveb renesanční architektury i starších stylů. Po obnově získalo jádro Dubrovníka barokní ráz.
V roce 1706 poničil město požár. Počet obyvatel tehdy činil zhruba šest tisíc lidí. V této době sídlilo v Dubrovníku přes 85 konzulátů.

### 19. století

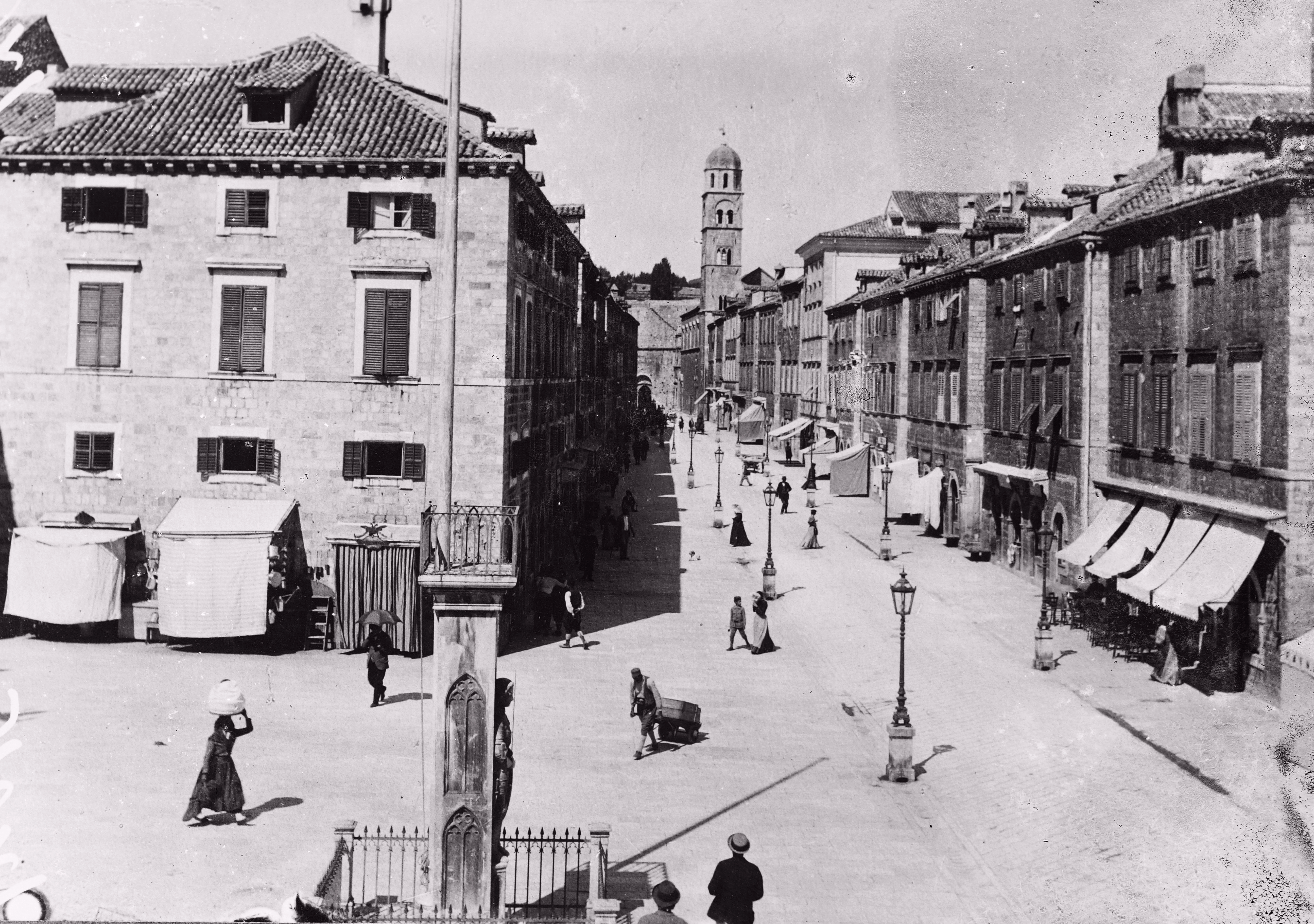
Stradun na přelomu 19. a 20. století

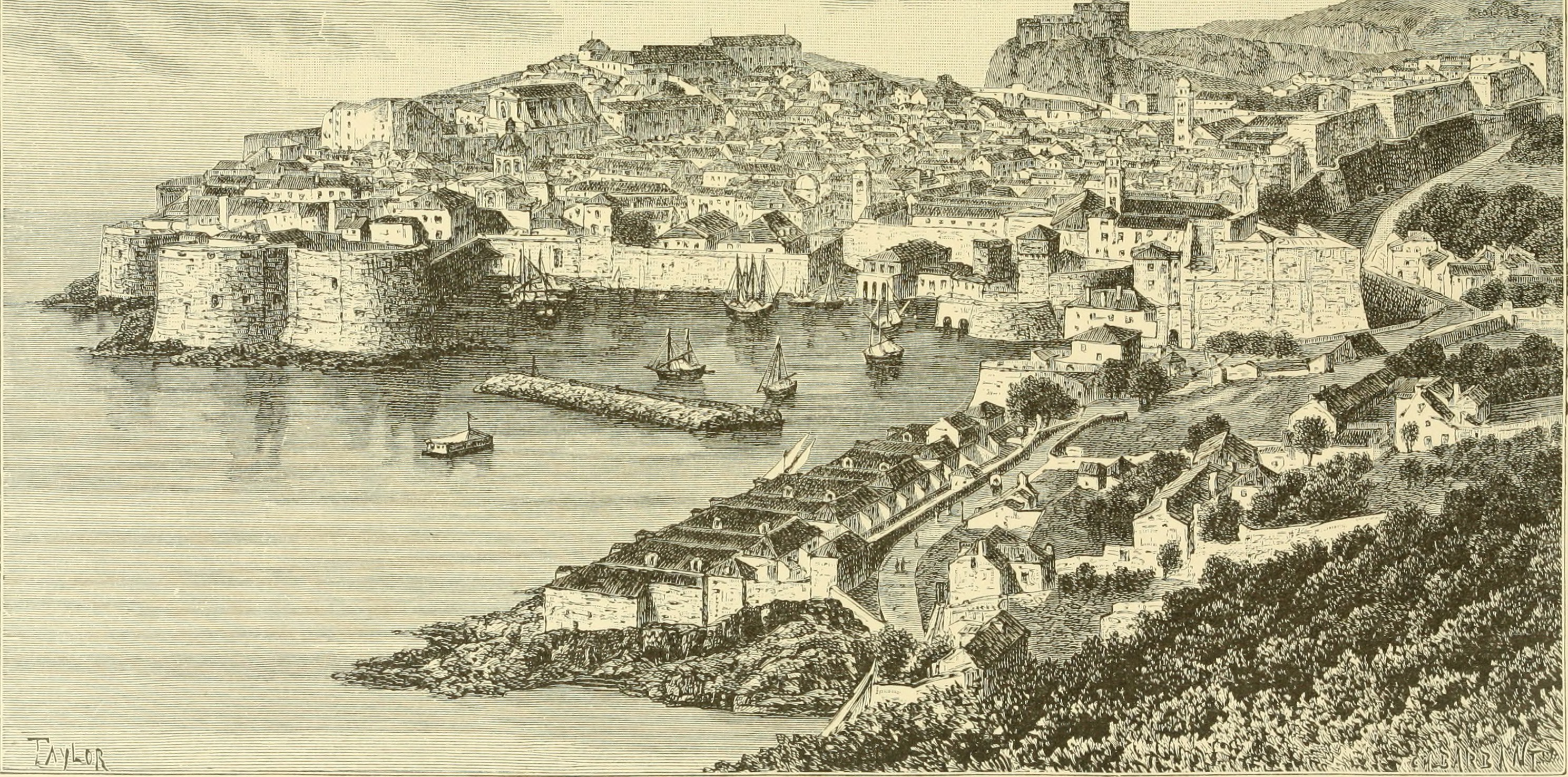
Pohled na město v roce 1883

Republika však ztrácela svůj hospodářský a politický význam nejen kvůli ničivému zemětřesení, ale i následkem celkové středomořské krize. Její konec nastal po obsazení města Napoleonovými vojsky v roce 1806. Při vstupu francouzského vojska do Dubrovníku se k přístavu rychle vydala i vojska ruská a černohorská a vše vyvrcholilo obléháním. To trvalo půl roku, od června 1807 až do ledna 1808. Na město dopadala dělostřelecká palba z jednotek rozmístěných v okolních kopcích. Zničeno bylo okolo 10 % původních budov. Oficiálně republika zanikla v roce 1808, kdy ji generál Marmont prohlásil za rozpuštěnou a její území připojil k Italskému království, kontrolovanému Napoleonem. Nedlouho poté byl Dubrovník z království vyjmut a přivtělen k Ilyrským provinciím. V rámci nich měl relativně dobré postavení, neboť Francouzi předpokládali rozvoj námořní dopravy jako zdroje financování pro početnou armádu. Podle francouzského vzoru byla přeorganizována celá samospráva a město získalo svůj rozpočet.
V roce 1813 vypuklo proti nové nadvládě povstání. V roce 1814 byl obléhán. O dva roky později byl Dubrovník anektován Rakouskem jako součást rakouské Dalmácie. Patricijské aristokratické rody se buďto odstěhovaly či byly začleněny mezi rakouskou nižší šlechtu s titulem hrabat. Od roku 1861 vysílal Dubrovník do rakousko-uherského parlamentu ve Vídni dva zástupce.
Město díky své odlehlosti stálo stranou modernizačním trendům Evropy. I proto zde například v druhé polovině 19. století nebylo v provozu ani veřejné osvětlení. Plynové lampy byly instalovány až v posledním desetiletí 19. století. Elektrické osvětlení bylo slavnostně zapojeno dne 1. června 1901, kdy na hlavní třídě Stradun tehdejší starosta rozsvítil první lampu. Rakousko-Uhersko vnímalo Dubrovník, stejně jako celou Dalmácii, jako region se svojí zvláštní problematikou. Ani jemu se nevyhnul národnostní konflikt mezi místním slovanským (chorvatským, resp. srbským) a italským obyvatelstvem. Otevírání škol s různým vyučovacím jazykem, odhalení památníku Ivana Gunduliće (v roce 1893) a další – to vše bylo interpretováno v duchu ať už slovanské nebo italské identity. Kromě postavení italského obyvatelstva byl nicméně Dubrovník předmětem sporu i mezi samotnou chorvatskou a srbskou komunitu. Od roku 1909 ztratila italština ve městě právo jednoho z oficiálních jazyků. Rakousko-uherská správa se snažila hledat buď rovnováhu mezi oběma jazykovými skupinami, nebo využít jedné proti druhé tak, aby si zajistila bezpečnou pozici v regionu.
Vzhledem k odlehlosti města a neexistenci moderního dopravního spojení si Dubrovník uchoval svůj historický ráz i v rámci Rakousko-Uherska. V roce 1891 byla alespoň z nedaleké Čapljiny v Bosně postavena úzkorozchodná železnice do blízkosti Dubrovníka (do vesnice Gruž). Mezi lety 1910 až 1970 byly v Dubrovníku v provozu také tramvaje. První moderní hotely vznikly v posledním desetiletí 19. století – Velký opatijský hotel (1890) a Hotel Imperial (1897).

### 20. století až současnost
Po první světové válce se Dubrovník stal součástí (spolu s celým Chorvatskem) Království Srbů, Chorvatů a Slovinců a později Jugoslávie. V roce 1923 bylo na základě Vidovdanské ústavy rozhodnuto o zřízení Dubrovnické oblasti. Po roce 1929 bylo město součástí tzv. Zetské bánoviny s hlavním městem Cetinje a odděleno od zbytku Chorvatska. K ní byla připojena většina tehdejší Dubrovnické oblasti.
V meziválečném období zde v lokalitě Kupari vzniklo letovisko, které rozvíjeli čeští, resp. českoslovenští podnikatelé.
Těsně před vypuknutím druhé světové války na Balkáně se stalo město součástí Chorvatské bánoviny.
Na počátku druhé světové války se město stalo součástí samostatného Chorvatska. Odlehlý Dubrovník oddělený horami od zbytku Dalmácie a Chorvatska byl jedním z mála přístavů, které neobsadila na počátku války Itálie. Ačkoliv Benito Mussolini prosazoval připojení města k Itálii, narazil na tvrdý odpor Ante Paveliće, chorvatského fašistického vůdce (Poglavnika), který se musel smířit s územními ztrátami téměř celé Dalmácie v italský prospěch. Dubrovník sice zůstal formálně chorvatským městem, byl nicméně od dubna 1941 až do září 1943 okupován italskými a později německými vojsky. Osvobozen byl v říjnu 1944 jugoslávskými partyzánskými jednotkami.
V roce 1950 se zde konaly první letní hry i šachová olympiáda. Rozvoj turistiky umožnila výstavba Jadranské magistrály, která dosáhla Dubrovníku v roce 1965.
V roce 1991, po vyhlášení chorvatské samostatnosti, bylo město během války ostřelováno těžkými děly Jugoslávské lidové armády (de facto srbsko-černohorské) z okolních pohoří, přičemž utrpělo mnoho škod. Poškozeny byly historické budovy i ulice; jen na třídu Stradun dopadlo 36 dělostřeleckých granátů. Obléhání města a jeho případné obsazení bylo součástí plánu Jugoslávské lidové armády pro postup směrem do Dalmácie z Černé Hory. Bylo provázeno nebývalou mírou propagandy z obou stran. Během obléhání, které trvalo 240 dnů, zahynulo okolo dvou stovek lidí, Jugoslávská lidová armáda město nedokázala obsadit. Ve středu města byly poškozeny budovy františkánského a dominikánského kláštera, kostel sv. Blažeje, budova archivu, několik hotelů a několik dalších domů. Obnova Dubrovníka po válce se uskutečnila za pomoci UNESCO.
Od roku 1979 je město zapsáno na seznam UNESCO. Po ukončení války iniciovalo UNESCO obnovu historického jádra města. Rekonstrukce proběhla podle původních plánů, aby byl zachován styl města. Stavební práce byly provedeny v hodnotě 50 milionů amerických dolarů. Byla rovněž aplikována opatření proti zemětřesení.
Dne 3. dubna 1996 došlo v blízkosti Dubrovníku k pádu amerického letadla CT-43, při čemž zahynulo 34 cestujících, včetně amerického ministra obchodu Rona Browna a novináře New York Times Nathaniela Nashe. V druhé polovině 90. let 20. století došlo k zmírnění turistického ruchu, především z obav z nedalekého konfliktu. Tehdejší ubytovací kapacity byly víceméně zničeny ve válce nebo využity pro potřeby ubytování uprchlíků z konfliktem zasažené Dalmácie. Díky tomu tak v roce 2002 mělo město jen polovinu kapacity pro ubytování hostů, než mělo v roce 1989.
Na začátku srpna 2007 vypukl v blízkosti Dubrovníku ale za hranicí na území Bosny a Hercegoviny obrovský požár, který se rychle rozšířil i na chorvatské území. Vysoké teploty (nad 40 °C) a silný vítr, který foukal z jihu, usnadnily šíření ohně natolik, že těsně před požárem 6. srpna byla ohrožena bezpečnost města a jeho obyvatel. Požár se podařilo do 24 hodin uhasit, jednalo se ale o jeden z nejhorších ohňů té doby.

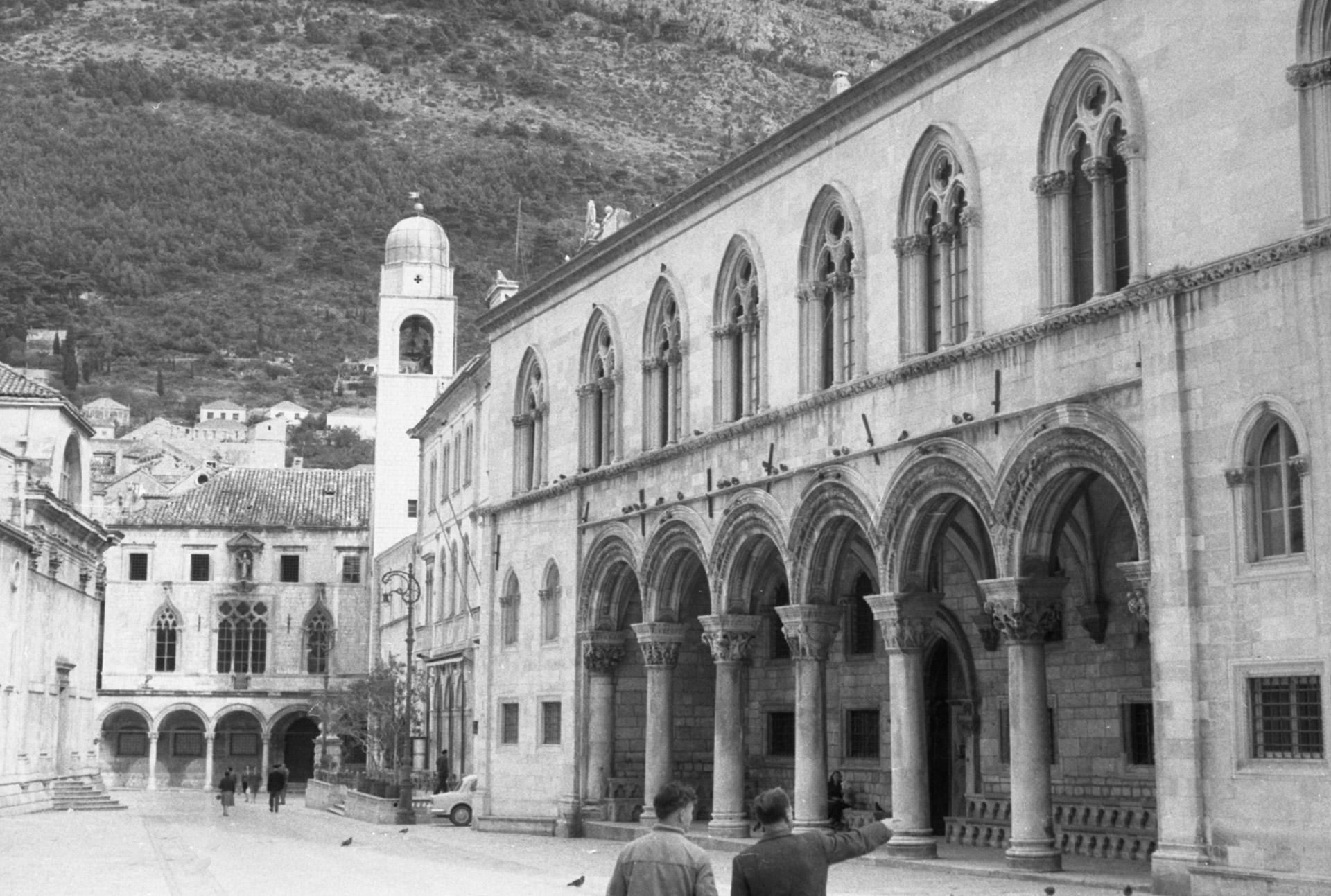
Střed města v roce 1960.
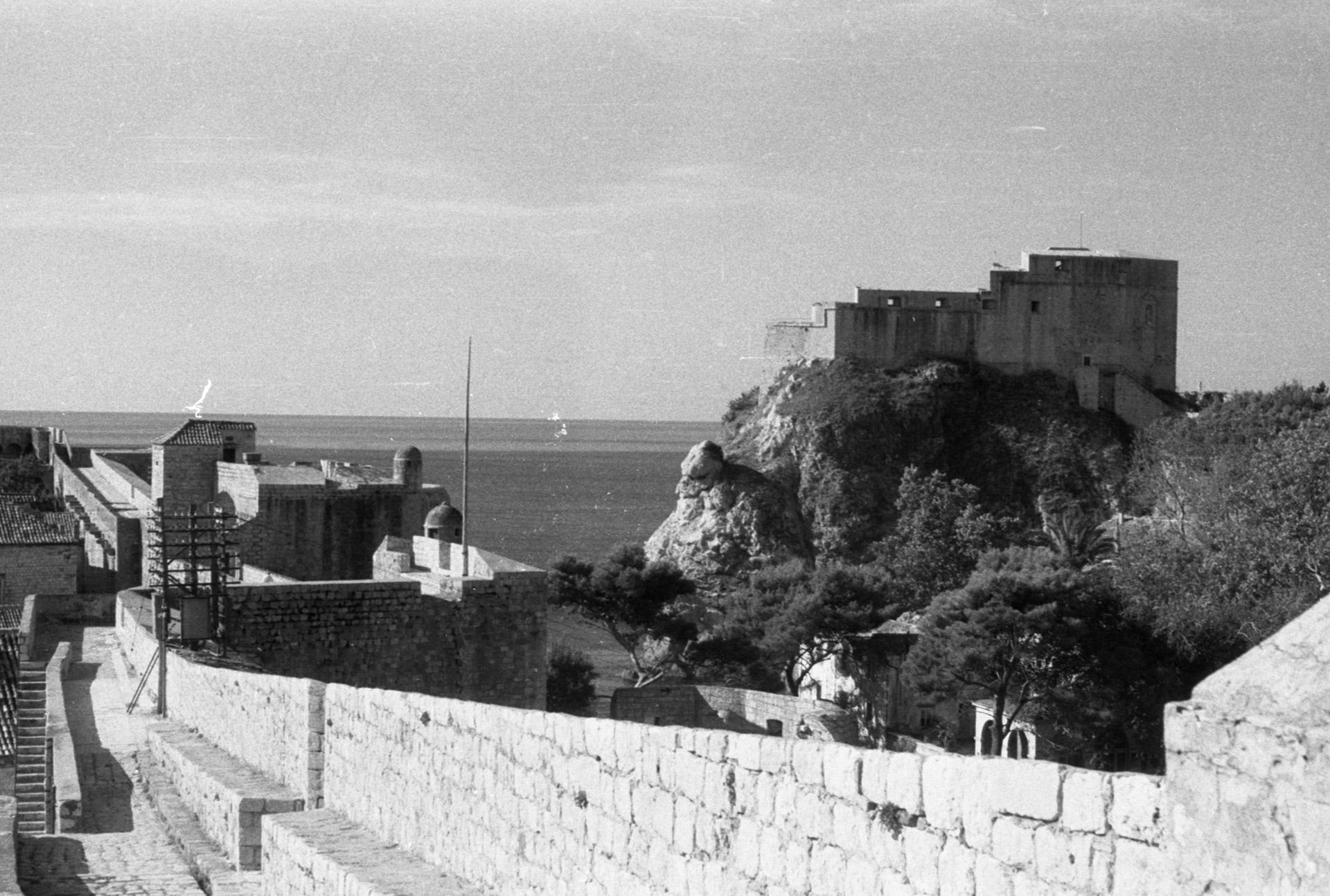
Přístav v 60. letech 20. století.
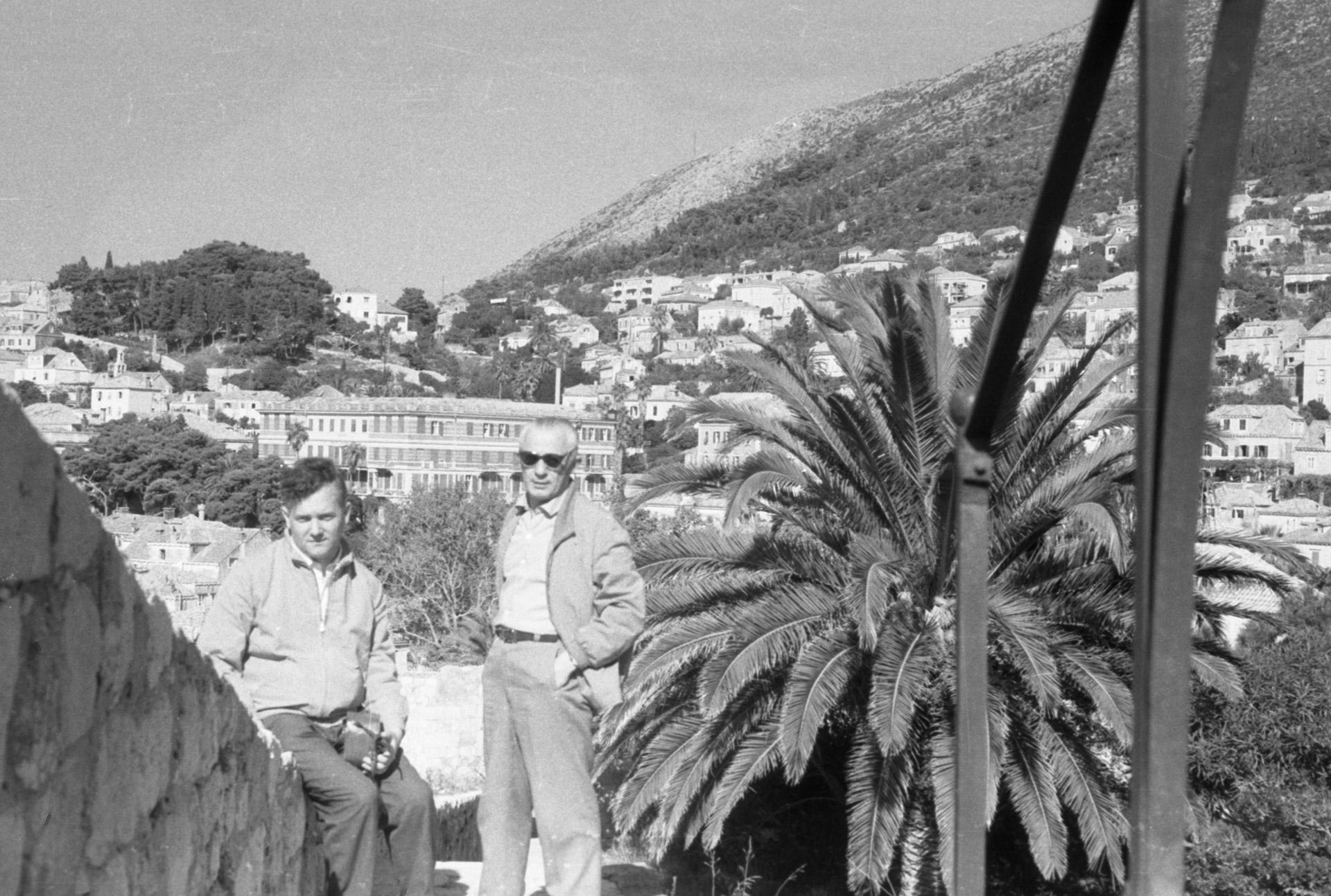
Pohled na město z hradeb.
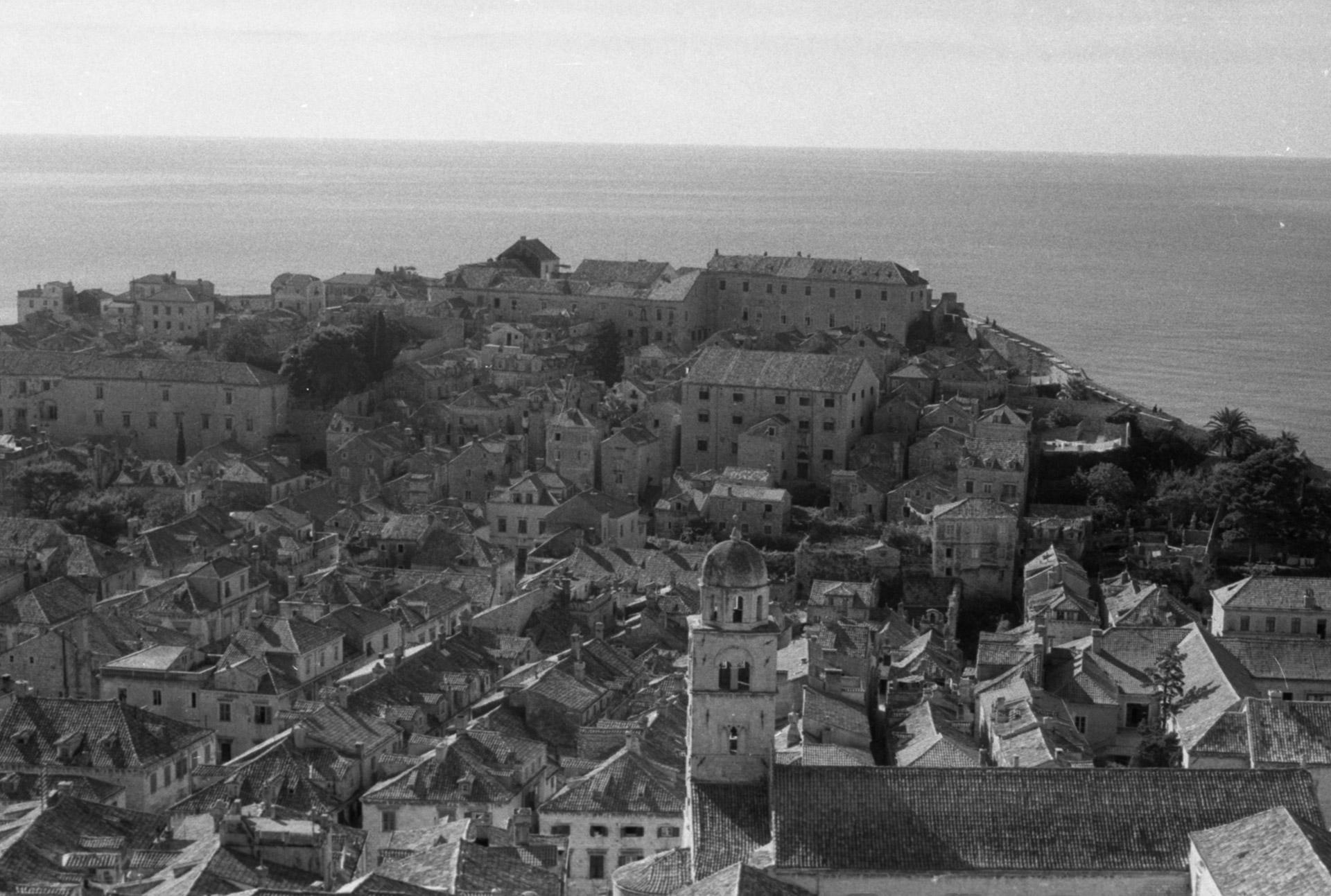
Panorama města v 60. letech 20. století.
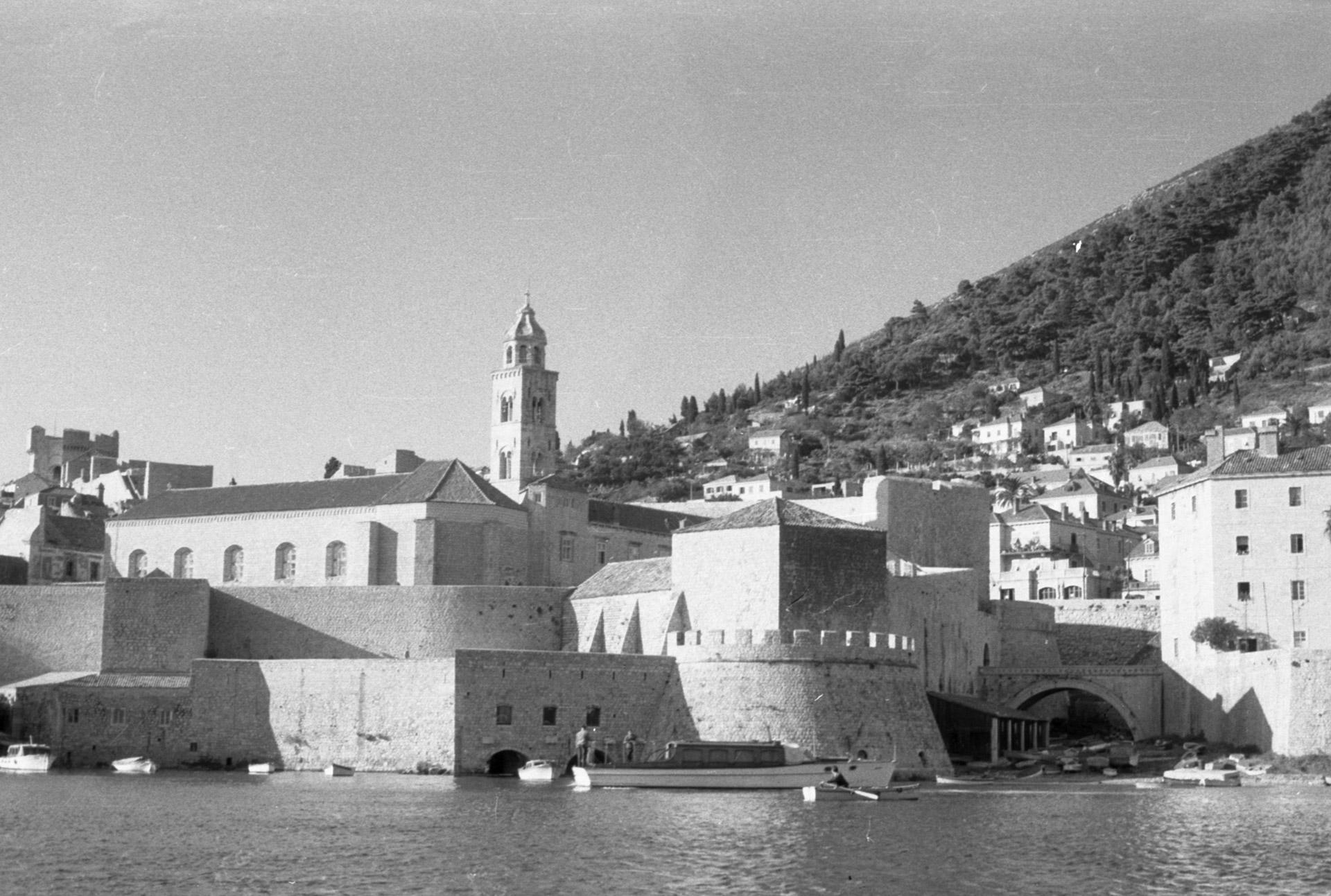
Břeh města v 60. letech 20. století.
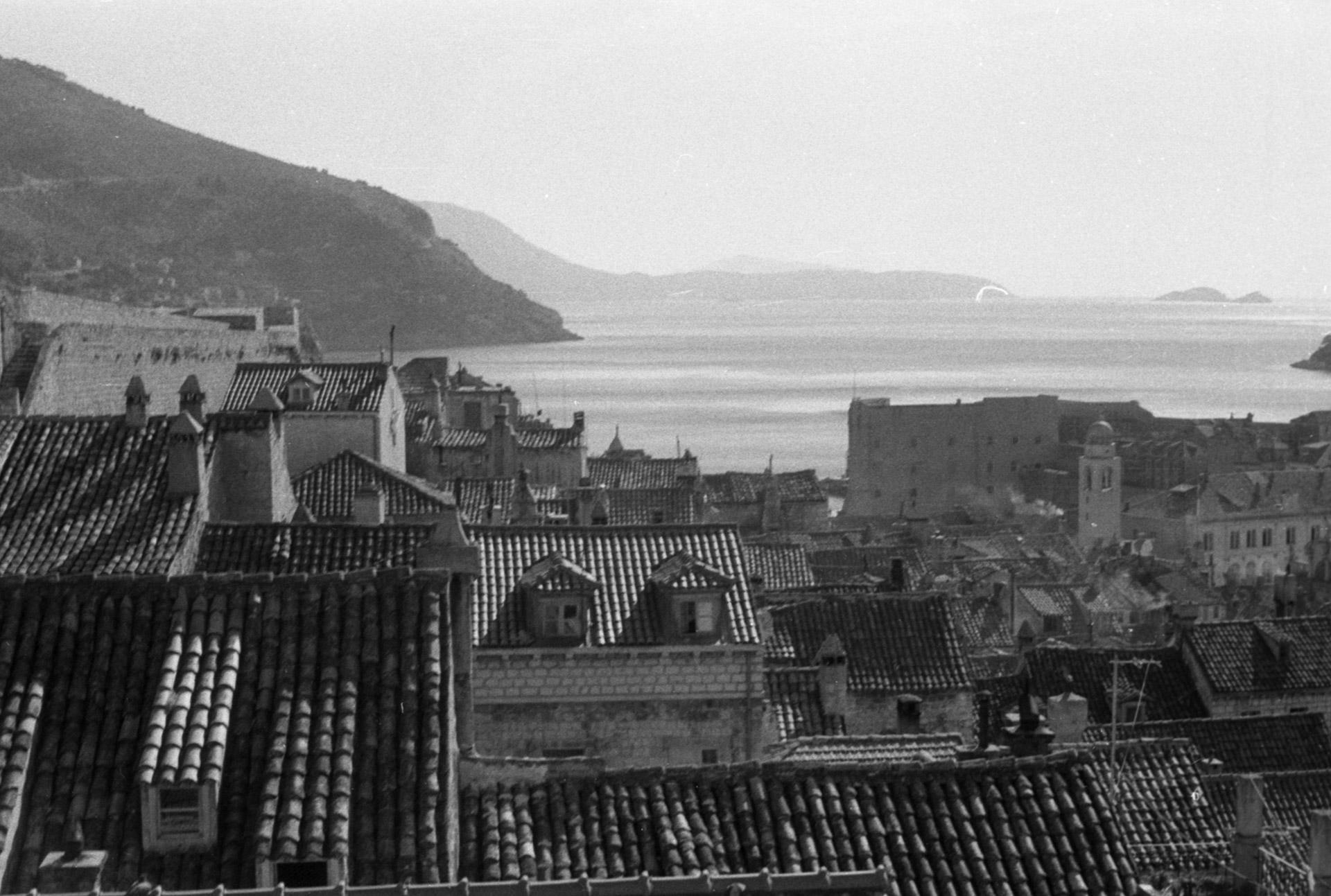
Pohled z hradeb v 60. letech 20. století.

## Obyvatelstvo
V roce 2011 mělo město 42 615 obyvatel. Historicky nejvíce lidí zde žilo v roce 1991 (těsně před chorvatskou válkou za nezávislost), a to 47 348. Značný demografický růst začal po druhé světové válce, do té doby se počet obyvatel města pohyboval do dvaceti tisíc lidí. Ve městě žije cca třetina obyvatel Dubrovnicko-neretvanské župy. V roce 2011 byl průměrný věk obyvatel Dubrovníku 42,4 roku, což je o trochu více, než je tomu v případě celé župy.
Drtivá většina obyvatel Dubrovníka se dnes hlásí k chorvatské národnosti, město však ve svých dějinách bylo pestrým multietnickým tavicím kotlem. Byly zde početné komunity řady národů, mimo jiné i Italů nebo Srbů. Bosňácká a srbská národnostní menšina zde mají svoje samosprávné organizace (Vijeće bošnjačke nacionalne manjine, Vijeće srpske nacionalne manjine).

### Náboženská struktura
V roce 2001 se ve sčítání lidu přihlásilo 37 015 obyvatel (84,57 %) k Římskokatolické církvi, 2310 obyvatel (5,28 %) k islámu, 1697 obyvatel (3,88 %) k pravoslavné církvi, 1430 (3,27 %) k dalším náboženským obcím a 935 (2,14 %) se označilo za ateisty.

#### Židé v Dubrovníku
V roce 1368 přišli do Dubrovníka první Židé, a to z dnes albánského přístavu Drač. Po roce 1492 přišlo několik vln uprchlíků z Pyrenejského poloostrova, odkud byli Židé vyhnáni. Židovští obchodníci zde nakupovali a prodávali hedvábí, vlnu, kůži a koření. Svoji první synagogu otevřeli v roce 1532, židovský hřbitov zde stál od roku 1612 a byl provozován až do roku 1910. V 18. století zde bylo napočítáno 218 Židů z celkem 6000 obyvatel města. Roku 1873 bylo židovské obyvatelstvo do značné míry zrovnoprávněno. Dubrovničtí Židé se po druhé světové válce vystěhovali většinou vystěhovali do dnešního Izraele, ve městě zůstalo jen několik desítek osob této víry.

## Ekonomika

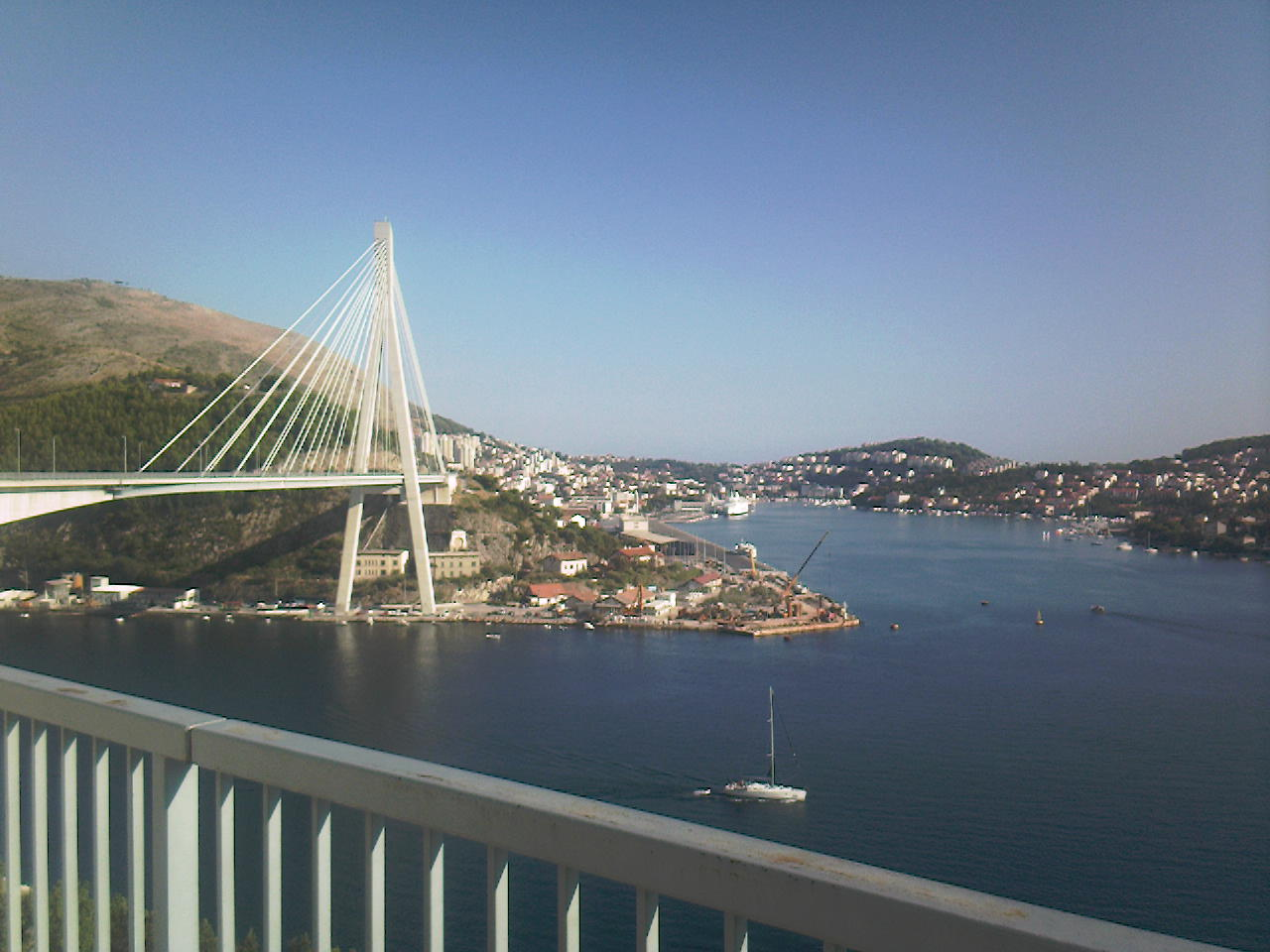
Přístav Gruž v Dubrovníku

V současné době je město Dubrovník jednou z hlavních turistických destinací chorvatského pobřeží Jaderského moře. Pohostinství a ubytování zaměstnávají nejvíce osob; dále jsou to obchod a veřejná správa. Turistický ruch je v Dubrovníku rozvíjen dlouhodobě, nicméně tak bylo činěno ještě v období Jugoslávie velmi jednostranně, bez ohledu na potřebu širokosti nabídky odvětví a zaostávala kvalita služeb. Ve 3. dekádě 21. století se objevila otázka udržitelnosti rostoucího počtu návštěvníků v historickém centru města.
Vzhledem k obtížné dostupnosti města z vnitrozemí (do Dubrovníka vedla historicky pouze úzkokolejná železnice a pouze silnice 1. třídy), nedošlo k většímu rozvoji v oblasti průmyslu. Značný význam pro ekonomiku města má i přístav Gruž.
V Dubrovníku byla založena nejstarší obchodní komora na území současného Chorvatska, a to v roce 1808.
Na řeci Trebšinjica se nachází Vodní elektrárna Dubrovník, poslední na kaskádě této řeky, která zasahuje i na území Bosny a Hercegoviny.

## Kultura
Město Dubrovník je již několik desítek let považováno za chorvatskou kulturní metropoli. Historicky se zde prolínala kultura Středomoří s kulturou střední Evropy a orientu. Město je také vyobrazeno na zadní straně bankovky 50 chorvatských kun, a to ve verzích vydaných v letech 1993 a 2002.
Ve městě se nachází řada muzeí a kulturních institucí. Dějiny Chorvatska během období socialistické Jugoslávie vykresluje např. Muzeum rudých dějin. Nachází se zde také Muzeum chorvatské války za nezávislost (chorvatsky Muzej domovinskog rata).
V Dubrovníku působí rovněž i symfonický orchestr.

### Dubrovnické letní hry
Největší a nejdůležitější kulturní akcí jsou Dubrovnické letní hry (Dubrovačke ljetne igre). Pravidelně se konají už od roku 1950, od 10. července do 25. srpna. Jedná se o festival divadelních a hudebních představení.
Letních her se účastní okolo dvou tisíc světoznámých umělců. Konají se představení různého druhu – divadelní, operní, taneční, literární. Během jedné sezóny lze spatřit desítky vystoupení. Hry oficiálně začínají písní, tancem a ohňostrojem. Turisté a účastníci her společně zvedají zástavu na Rolandův sloup (Orlandov stup). Koncerty a jiné kulturní akce se pořádají také v kostelech, klášterech, v sálech a ambitech paláců. Jsou zde básníci, spisovatelé, klasická i moderní hudba, recitace, operní zpěv, tanec a divadlo.
Dubrovnické letní hry jsou symbolem pro kulturní všehochuť a v minulosti se zde objevili například Londýnský filharmonický orchestr, Piccolo Teatro Milano, Old Vic Theatre a jiné chorvatské a zahraniční soubory a sólisté či Pražští Madrigalisté v roce 1999. V roce 2022 trval jejich program 47 dní a měly rozpočet přes 9 milionů kun.

### Kulturní památky a turistické zajímavosti
Dubrovník má jako město zapsané na seznam UNESCO velké množství různých pamětihodností. Přes 220 objektů je zapsáno mimo jiné na chorvatský seznam kulturních památek.

#### Fortifikační stavby

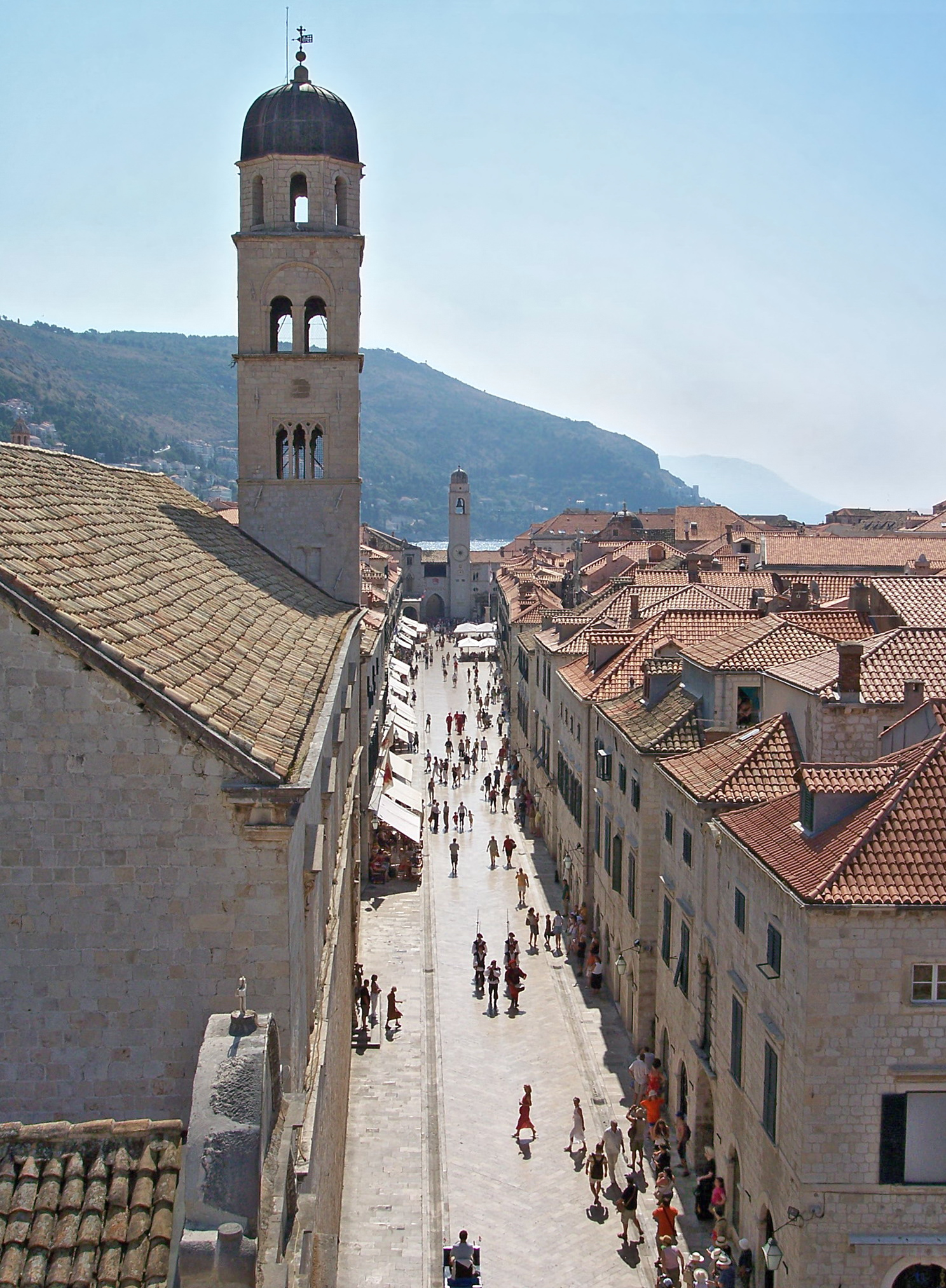
Střed města.

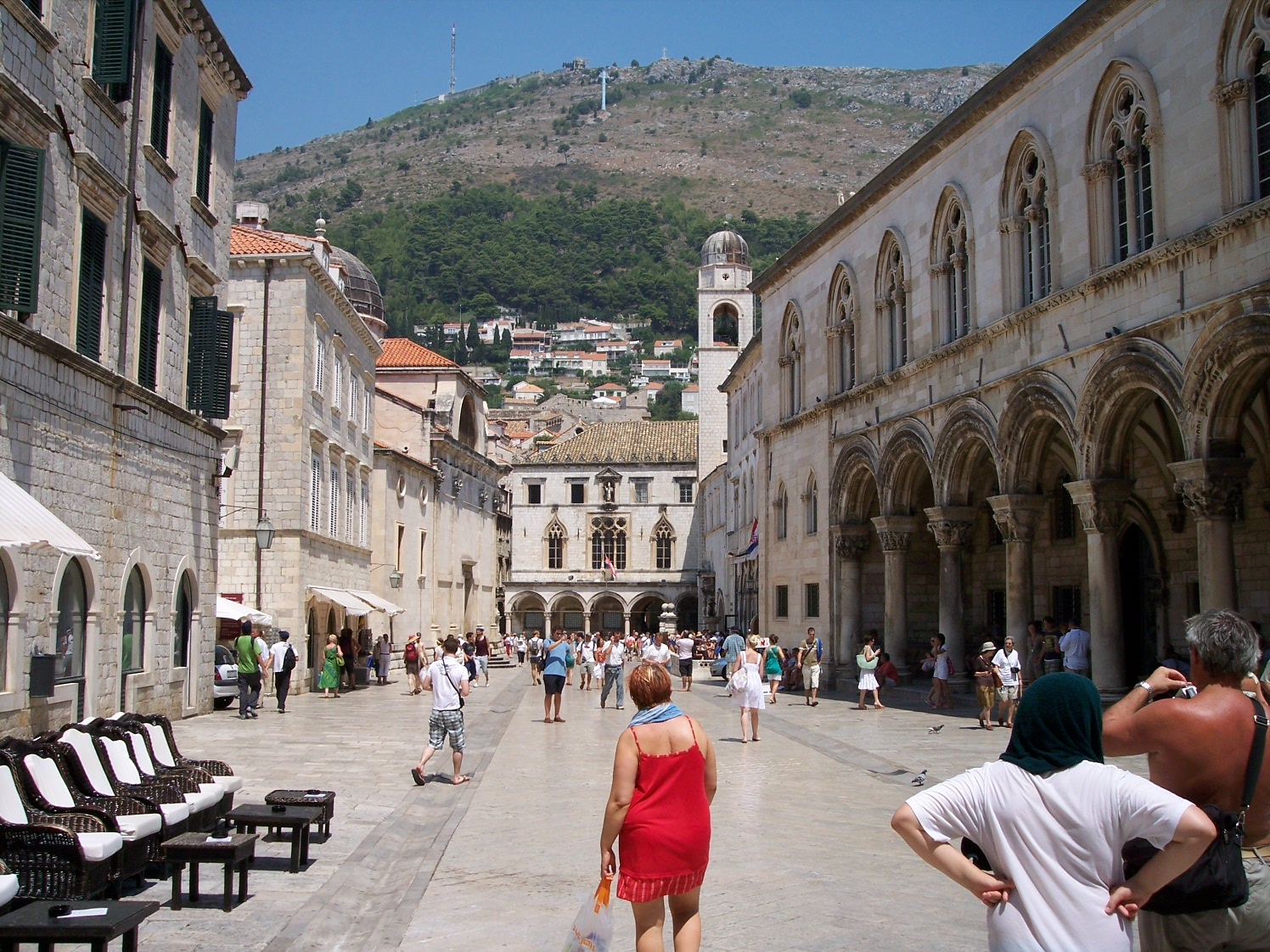
Střed města s okolními horami.

- Městské opevnění – hradby byly budovány v různých obdobích, od 13. do 17. století. Jejich celková délka je 1940 m[46], výška až 25 m, šířka 4–6 m a ze strany od moře 1,5–3 m. Doplňují je věže a mešní pevnosti. V roce 2018 je navštívilo 1,3 milionu zahraničních návštěvníků.
  - Věž Minčeta – věž na severní straně městských hradeb, monumentální as kruhovým půdorysem. Byla dokončena v roce 1464. Na jejím vzniku se podíleli četní stavitelé. Impulzem pro její výstavbu byl Pád Konstantinopole v roce 1453.
  - Věž Bokar – věž na západní straně městského opevnění, budovaná v letech 1461 až 1463 podle projektu florentinského stanivtele Michelozza Michelozzia. Je též známá pod názvem Zvijezdan.
  - Pevnost svatého Jana – pevnost na jihovýchodní straně městského opevnění byla zbudována v 16. století a chránila tradiční dubrovnický přístav před útoky z moře. Nechal ji zbudovat dubrovnický stavitel Paskoje Miličević.
  - Pevnost Lovrijenac se nachází mimo západní části městského opevnění, 37 m nad úrovní moře. Její historický význam spočíval v bitvách proti útokům Benátské republiky. Sama slouží pro různé kulturní akce nebo oddávání párů.
  - Pevnost Revelin se nachází na východní části městského opevnění. Byla budována v roce 1462 pro ochranu před tureckým nebezpečím.
  - Pevnost Imperial se nachází na vrcholu kopce Srđ nad Dubrovníkem.

#### Kostely a kláštery
- Dubrovnická katedrála, zasvěcená Nanebevstoupení Panny Marie. Zbudována byla na místě staršího byzantského chrámu, který byl po četných úpravách a přestavbách zničen při zemětřesení v roce 1667. Současná katedrála vznikla v barokním stylu v letech 1671 až 1713.
- Kostel svatého Blažeje (chorvatsky Crkva svetog Vlaha) byl vybudován na místě původního románského kostela, který byl zničen při požáru v roce 1706.
- Františkánský klášter s přilehlým kostelem pochází původem ze 14. století. Goticko-renesanční portál je jedním z prvků stavby, který přežil ničivé zemětřesení v závěru 17. století.
- Dominikánský klášter s kostelem svatého Dominika původem ze 14. století. Při klášteru působí rovněž i muzeum, které schraňuje řadu rukopisů a prvotisků, obrazy dubrovnických malířů z 15. a 16. století, a další.
- Jezuitský klášter a kostel svatého Ignáce v barokním stylu. V rámci komplexu působila v minulosti i škola Collegium Ragusinum.
- Klášter svaté Kláry u městských hradeb byl zbudován ve 13. a 14. století.
- Kostel svatého Josefa zbudovaný po roce 1667.
- Kostel svatého Mikuláše (chorvatsky Crkva svetog Nikole) původem z 11. století, jeden z nejstarších svého typu ve městě.
- Kostel Krista spasitele (chorvatsky Crkva svetog Spasa) z roku 1520.
- Kostel svatého Rocha (chorvatsky Crkva svetog Roka), renesanční kostel z 16. století.
- Sefardská synagoga ze 14. století.
- Pravoslavný kostel Srbské pravoslavné církve, dokončený v roce 1877.

#### Paláce
- Knížecí palác – bývalé sídlo vlády a knížete Dubrovnické republiky, dnes kulturně-historické muzeum.
- Palác Sponza – goticko-renesanční palác vybudovaný dle návrhu dubrovnického mistra Paskoje Miličeviće
- Palác Skočibuha (Restićeva 1)
- Palác Stay, dříve hodnotná historická stavba poničená během obléhání města.
- Palác Isusović-Braichi (Prijeko 24), renesanční palác v centru města.
- Palác Ranjina (Braće Andrijića 10), goticko-renesanční palác z konce 15. století
- Palác Sorkočević (Držiéva poljana 3) z konce 17. století a počátku století osmnáctého.
- Palác Pucić (Od puča 1) barokní palác ze 17. století, dnes slouží jako luxusní hotel.
- Palác Trifoni-Đorđić (Od puča 17/Široka 5), určený k rekonstrukci.

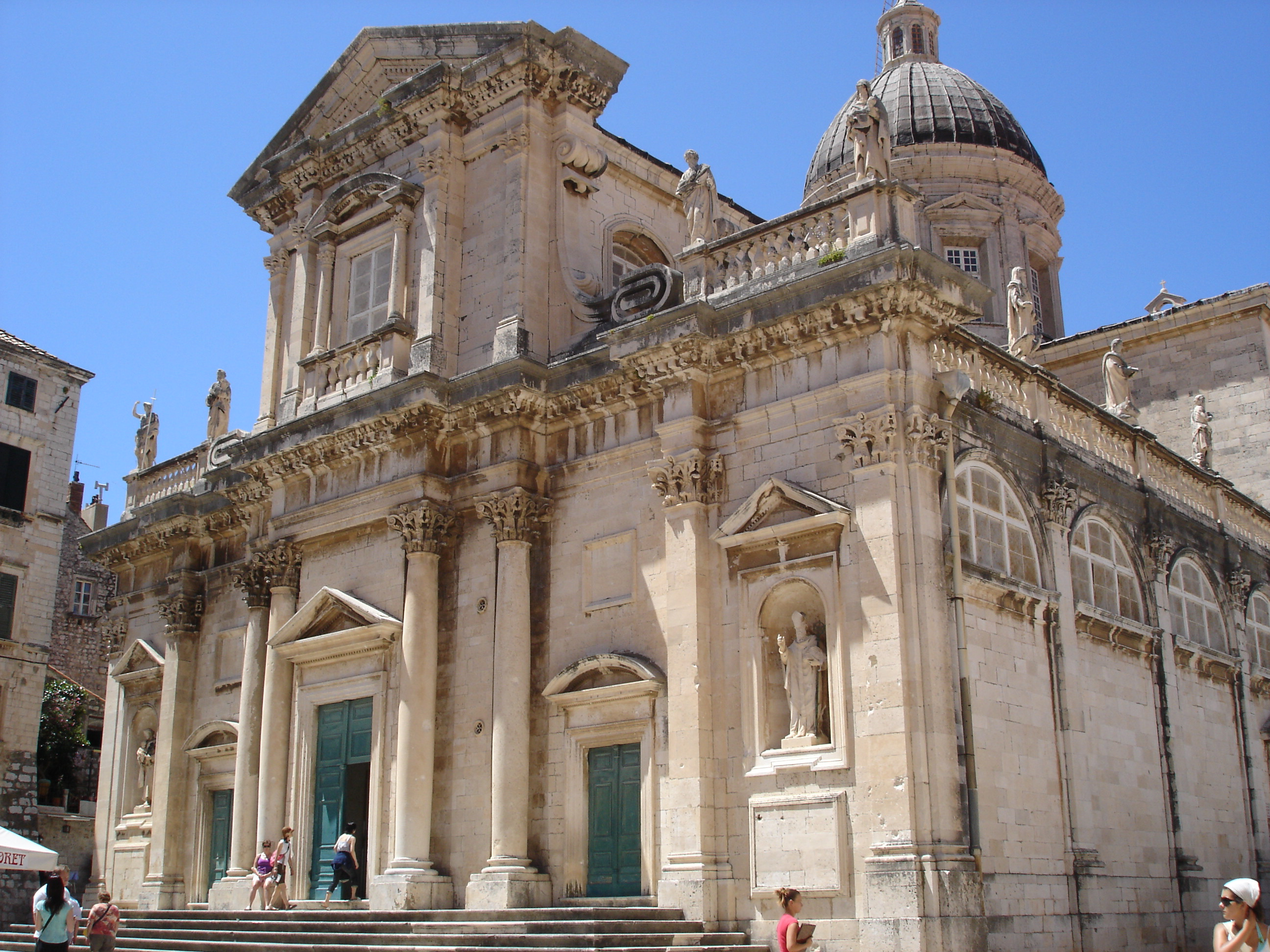
Katedrála Panny Marie
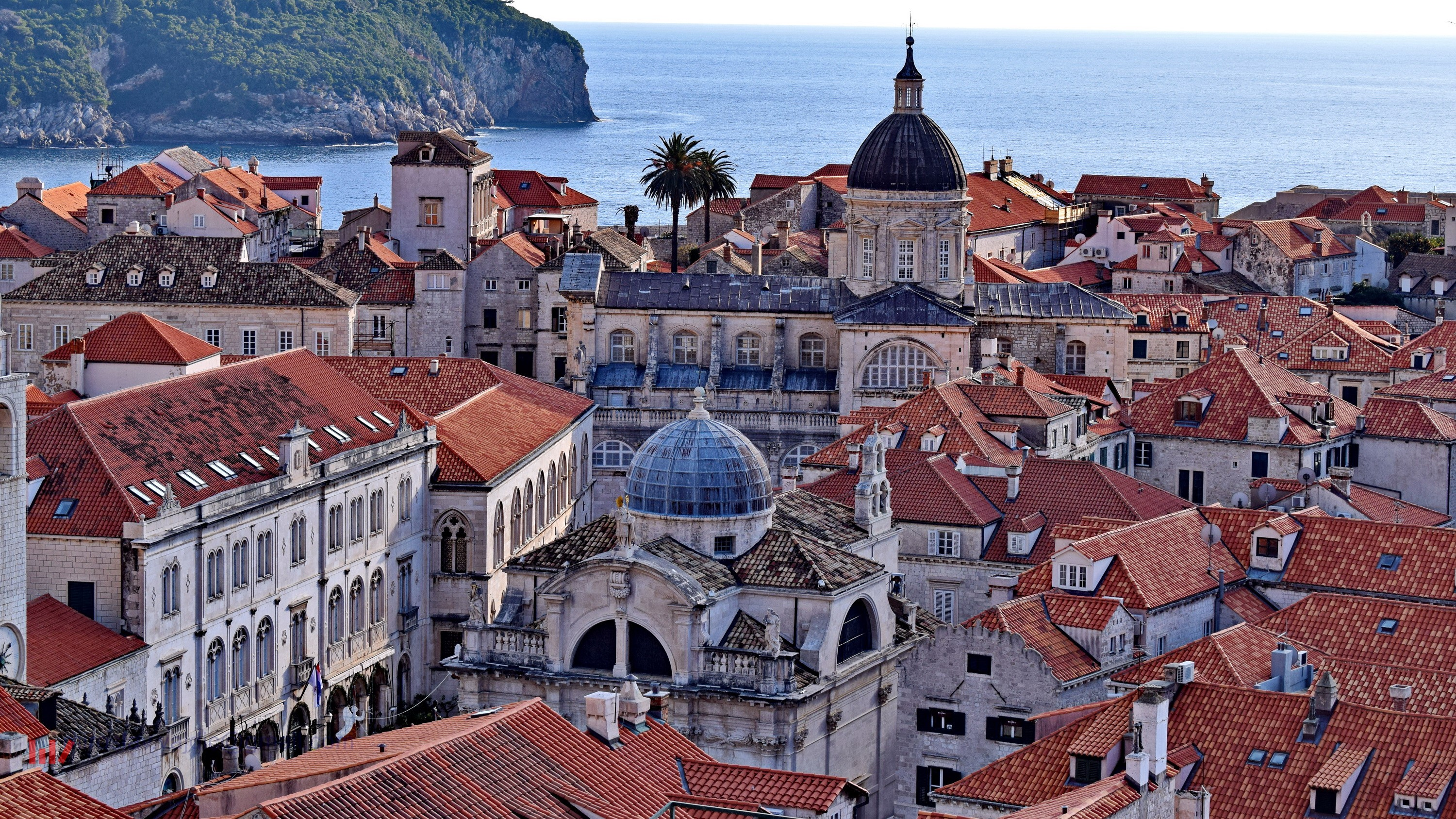
Pohled a střed města.
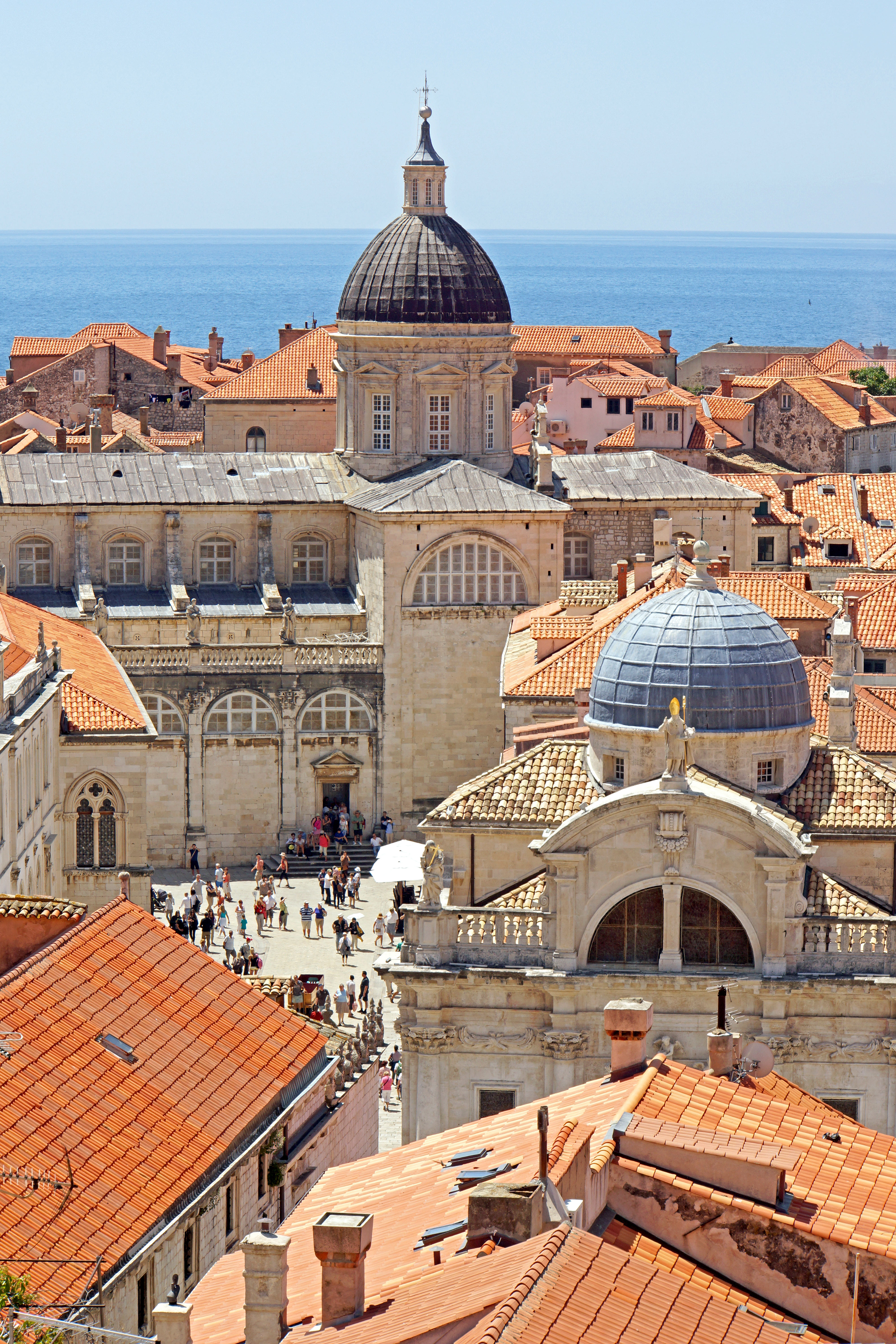
Střechy ve středu města.
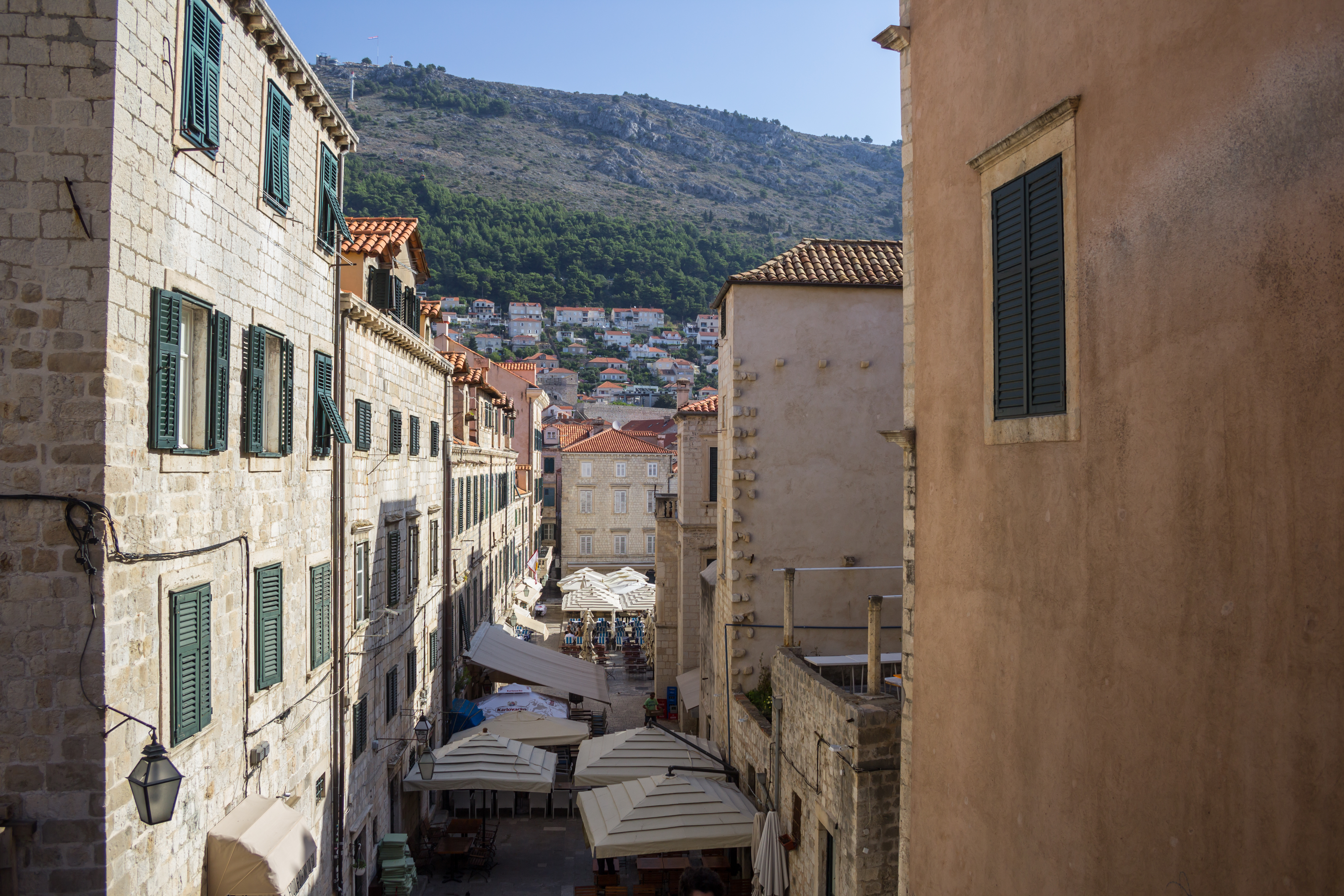
Ulice starého města.
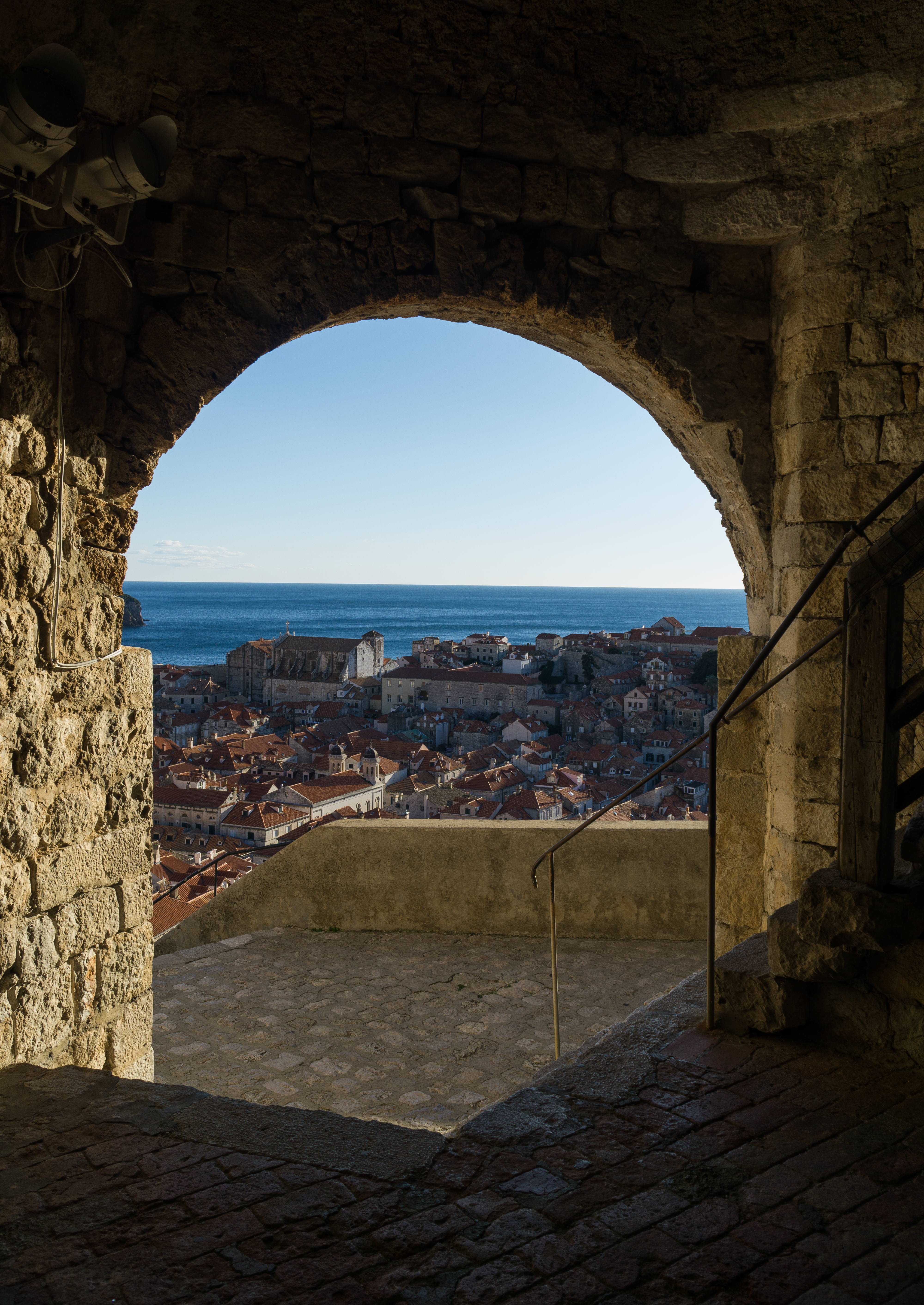
Střed města z věže Minčeta.
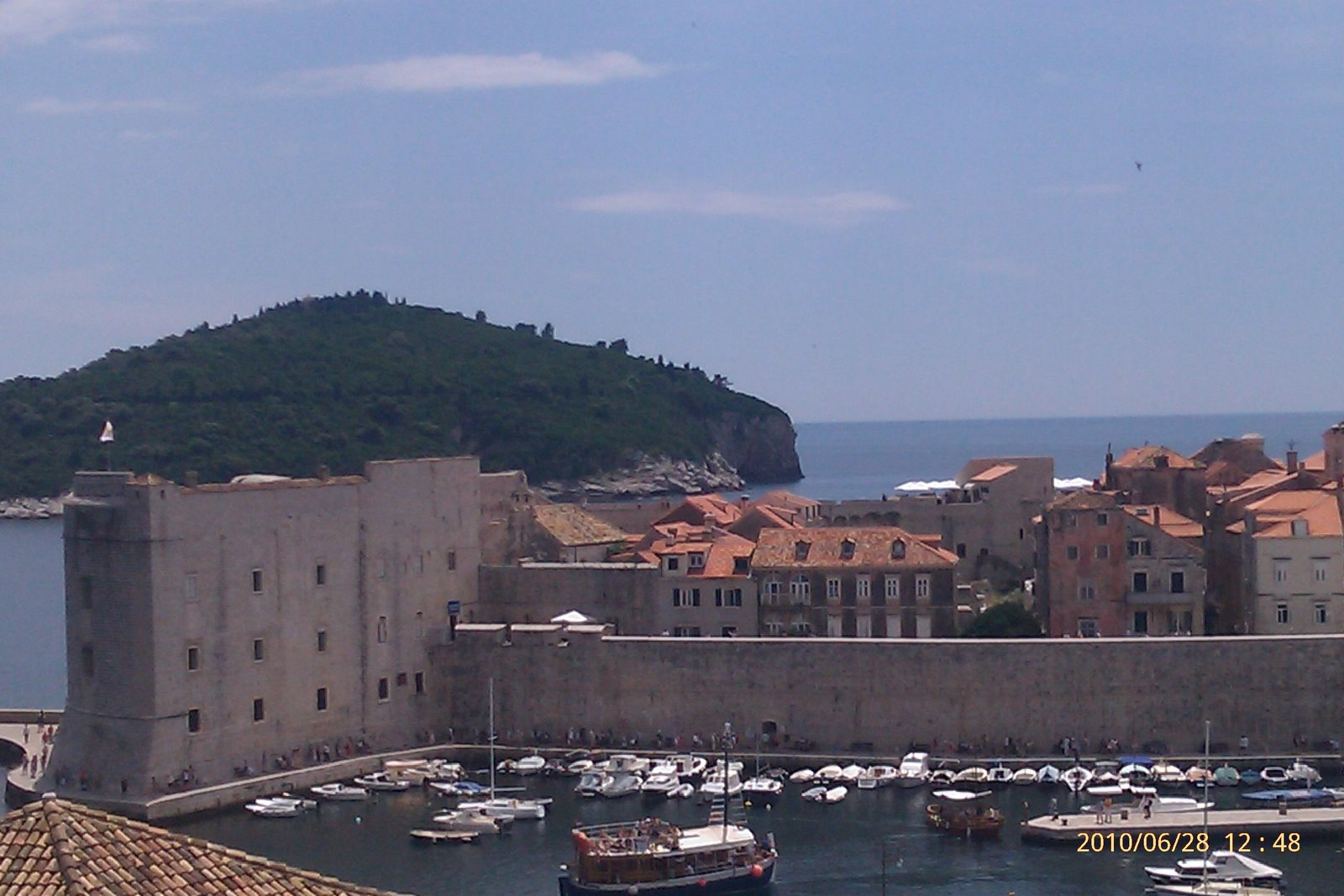
Pevnost svatého Jana.
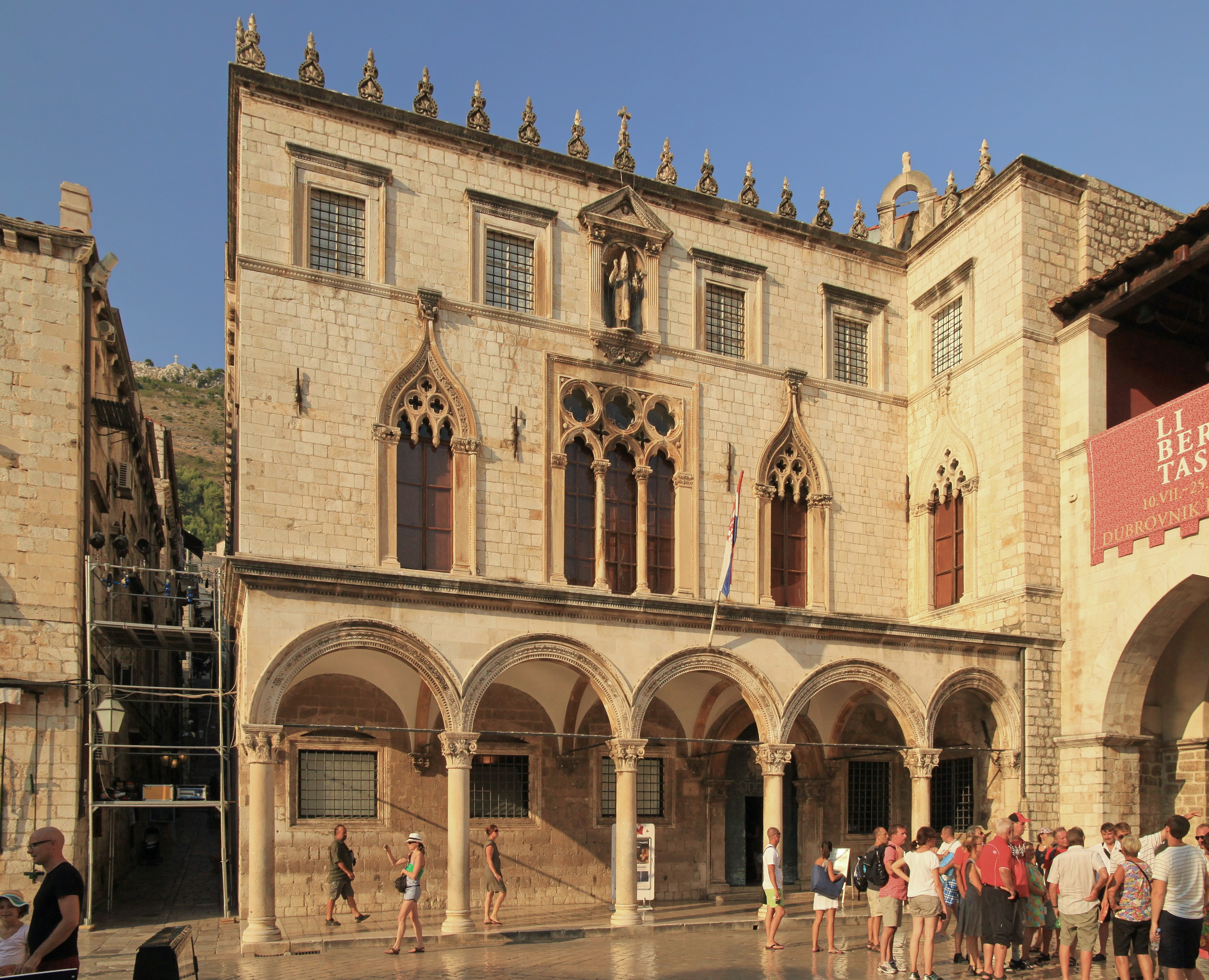
Palác Sponza v roce 2011.
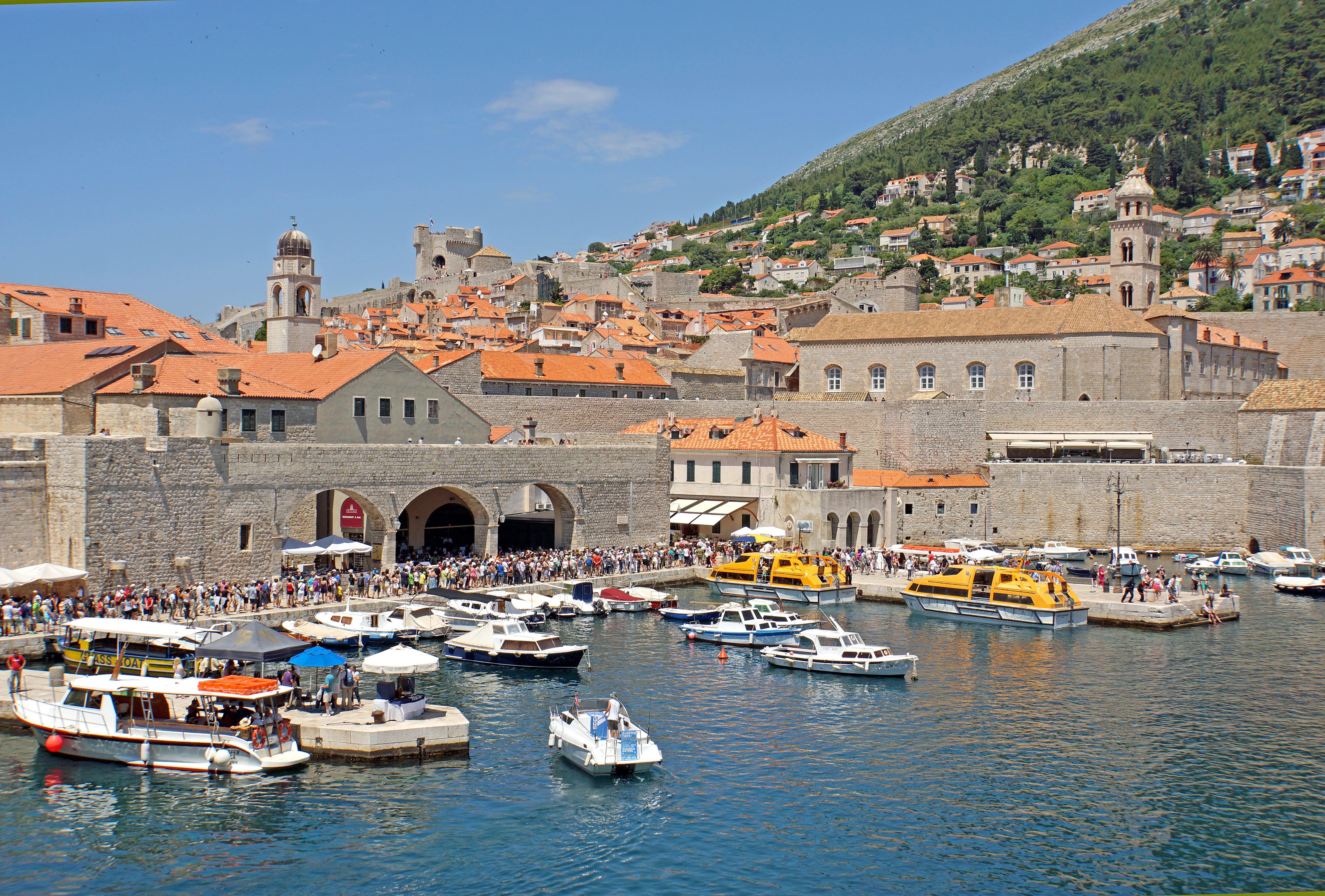
Historický přístav.
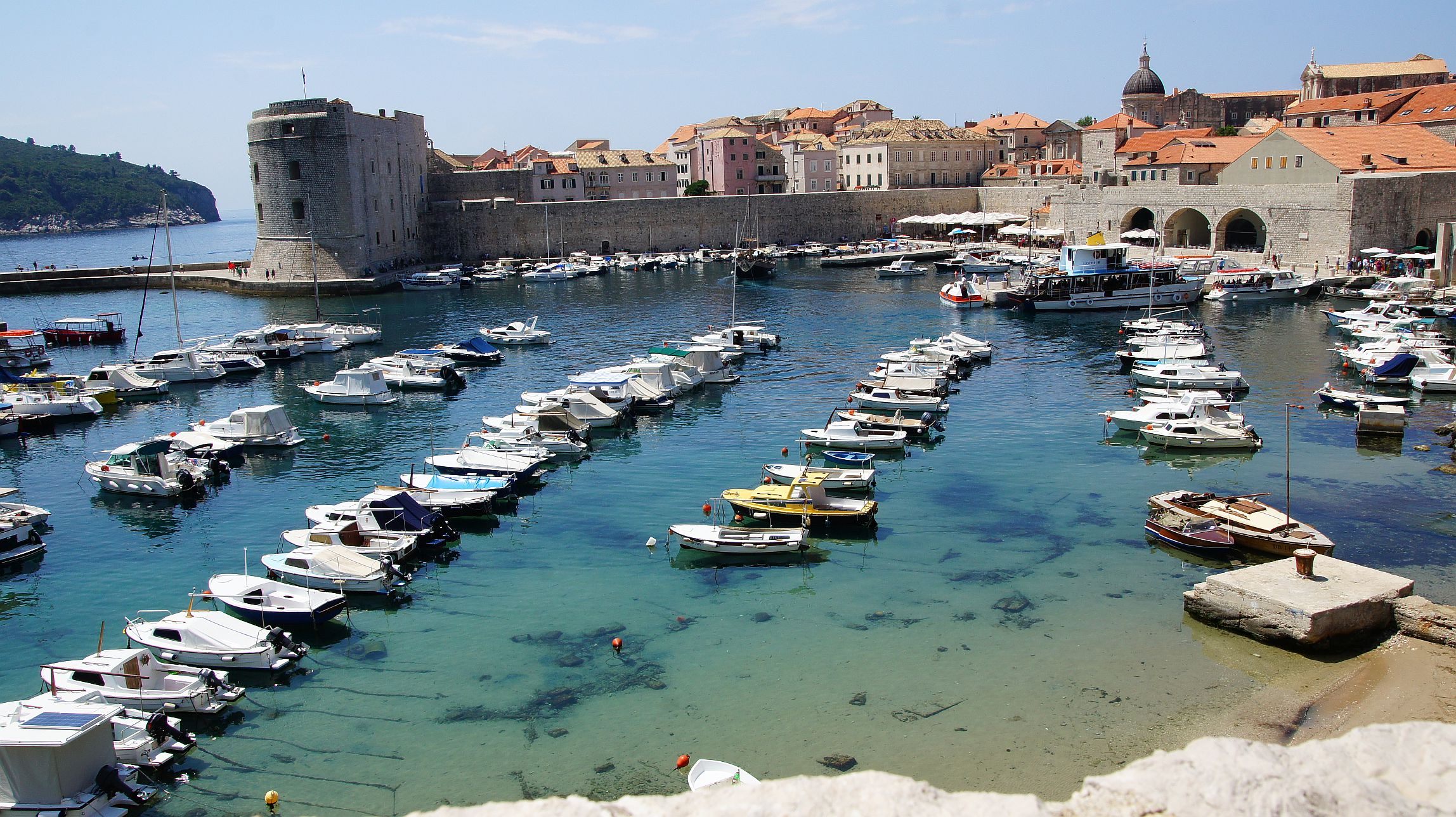
Lodě v přístavu.

## Samospráva

### Orgány samosprávy
V čele města stojí starosta. Město má rovněž i své zastuptielstvo, které má 25 členů.

### Administrativní dělení
Dubrovník se oficiálně dělí na 19 čtvrtí: Babin Kuk, Batala, Boninovo, Dubrava, Gorica, Gruž, Hladnica, Kantafig, Kono, Lapad, Montovjerna, Nuncijata, Pile, Ploče, Solitudo, Stari Grad, Sveti Jakov, Šipčine a Zlatni Potok
Kromě toho pod samotné město (chorvatsky Općina grada Dubrovnika) spadá dalších 31 sídel, která jsou následující:
| - Bosanka - Brsečine - Čajkovica - Čajkovići - Donje Obuljeno - Dubravica - Gornje Obuljeno | - Gromača - Kliševo - Knežica - Koločep - Komolac - Lopud - Lozica - Ljubač | - Mokošica - Mravinjac - Mrčevo - Nova Mokošica - Orašac - Osojnik - Petrovo Selo - Pobrežje | - Prijevor - Rožat - Suđurađ - Sustjepan - Šipanska Luka - Šumet - Trsteno - Zaton |

## Doprava

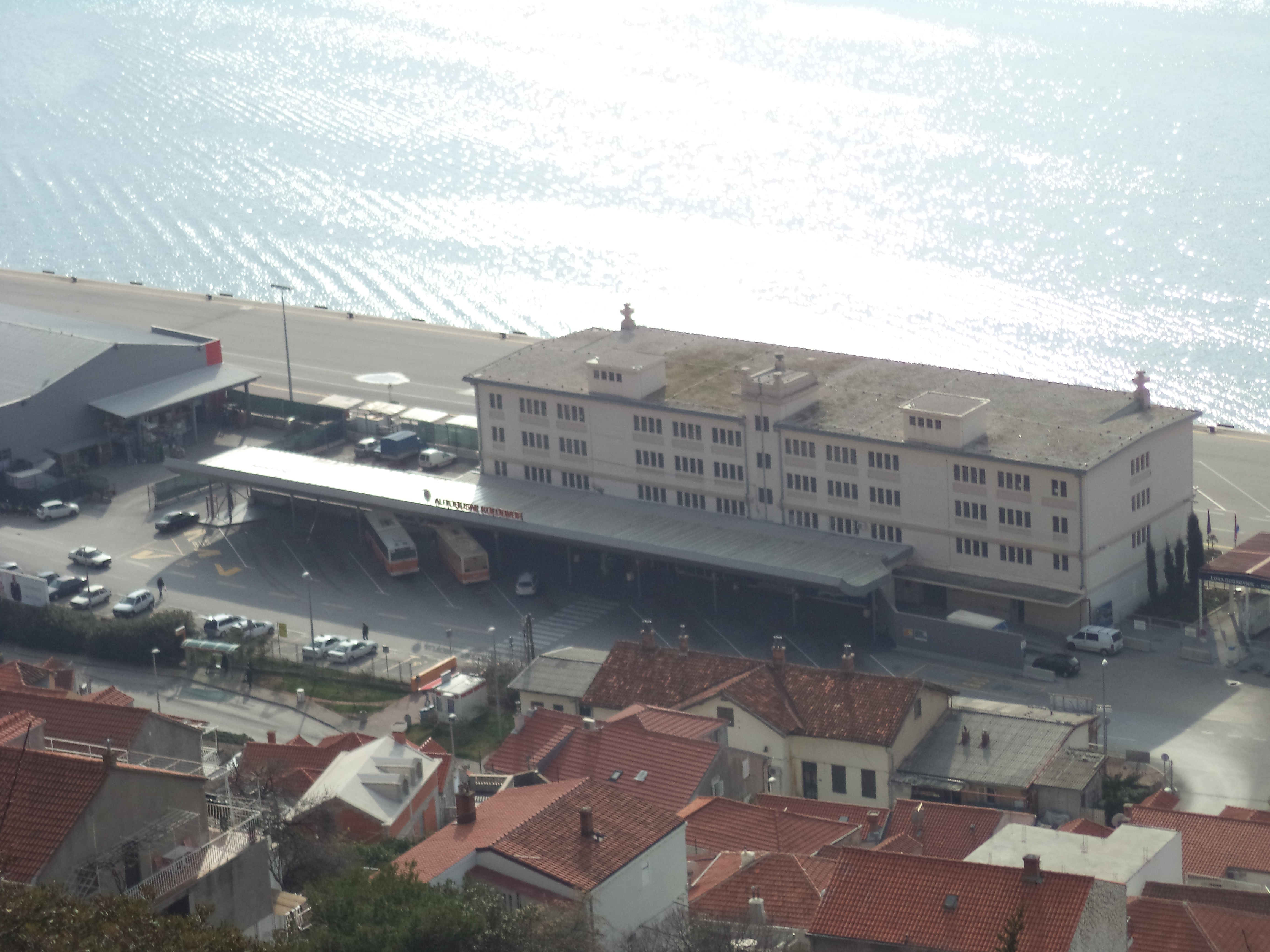
Autobusové nádraží v Dubrovníku.

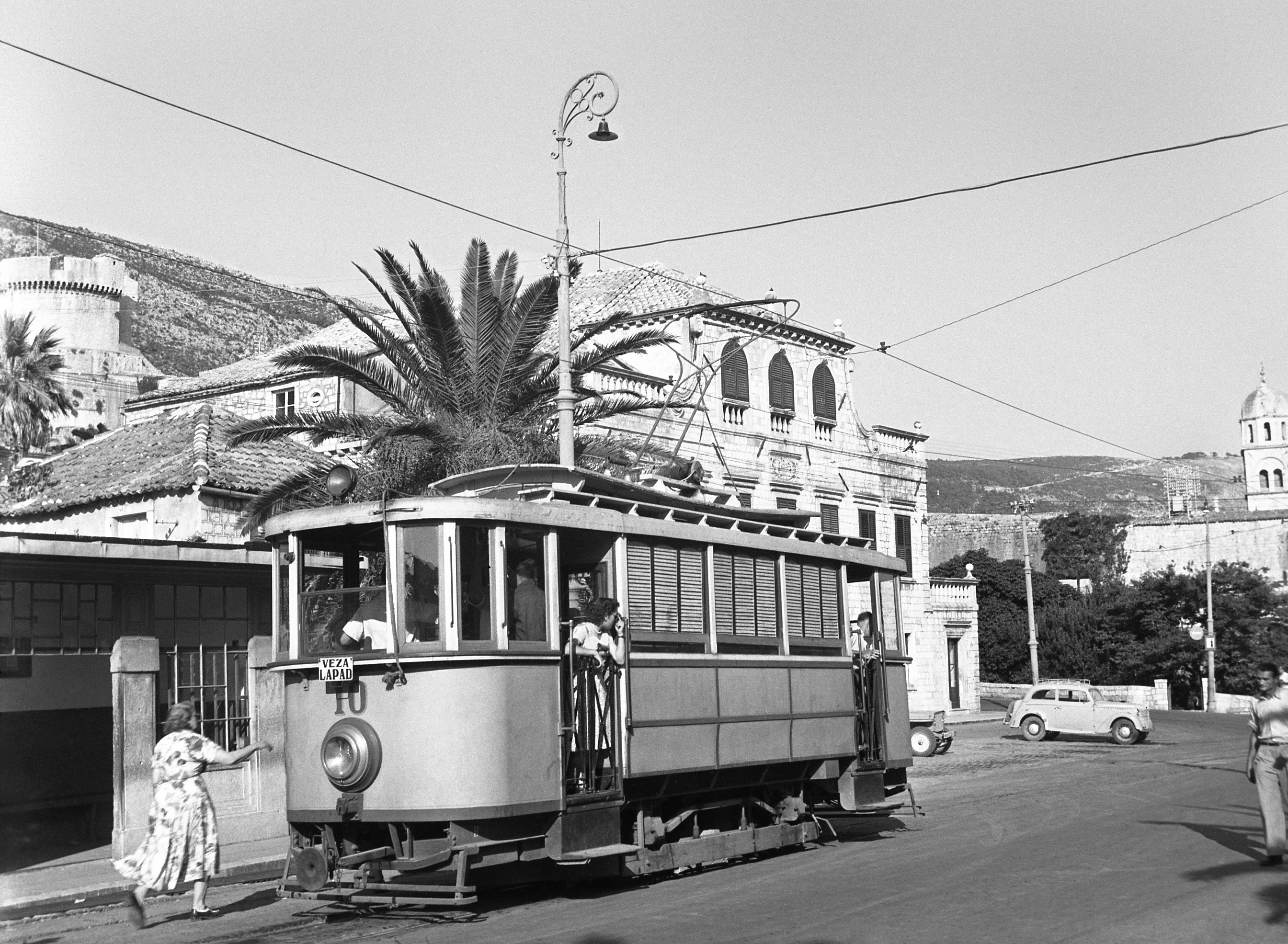
Dubrovnická tramvaj v roce 1952.

Vývoj dopravních tahů v okolí města je podřízen složitostí okolního terénu a mořskému pobřeží. Díky tomu vedou hlavní tahy téměř pouze po březích moře.

### Silniční
Hlavní silnicí, která směřuje do Dubrovníka, je Jadranská magistrála (silnice D8), která ze severu vede z Neumu a na jih pokračuje dále do Cavtatu. Rijeku dubrovačkou překonává silnice po mostu Franjo Tuđmana (dokončeném v roce 1998). Jižně od města odbočuje do vnitrozemí a dále do Bosny a Hercegoviny silnice č. D223, směřující do města Trebinje. Do města vedou tři silnice celostátního významu a pět silnic významu regionálního.
Do roku 2030 má být do Dubrovníka prodloužena dálnice A1 z přístavu Ploče. Jedna z nejnákladnějších dopravních staveb v dějinách Chorvatska bude vedena po úzkém pobřežním pásu a po poloostrově Pelješac. Studie proveditelnosti stavby byla uskutečněna v závěru roku 2020.

### Železniční
Město Dubrovník nemá železniční spojení. Do roku 1968 byla v provozu již zmiňovaná železniční trať Gabela–Zelenika, která procházela předměstími Dubrovníka, konkrétně vedla k přístavu v místní části Gruž a dále pokračovala Dalmácií na území současné Černé Hory. Úzkorozchodná trať tzv. bosenského rozchodu (760 mm) překonávala vysoká stoupání a extrémně náročný terén, její provoz však byl ukončen v souvislosti s rozvojem automobilové dopravy. Bývalé těleso trati slouží místy jako silnice, místy jako cyklostezka.

### Námořní
Historický přístav Dubrovníku v současné době slouží pouze ke kotvení výletních lodí. Hlavní provoz přístavu probíhá především v letní turistické sezoně. Lodě dopravují značný počet návštěvníků do města a z něj. Hlavní přístav se dnes nachází ve zmíněné lokalitě Gruž.

### Letecká doprava
Jižně od Dubrovníka se na západním okraji Konaveljského pole nachází Mezinárodní letiště Čilipi. Je častým cílem charterových letů. V roce 2014 odbavilo 1 584 471 cestujících. V roce 2023 bylo letiště pojmenováno po Ruđeru Boškovićovi.

### Městská doprava
Městskou dopravu v Dubrovníku zajišťují autobusy. V provozu je přibližně 10 linek, které obsluhují modernější část města ležící západně od historického jádra Dubrovníka. Na vrchol Srđ vede také lanová dráha, která je provozována od roku 2010. Staré město je bez automobilů, s výjimkou zásobování a místní dopravy; parkovací místa jsou v blízkosti starého města omezená. Město představuje jednu z nejrozsáhlejších pěších zón v celém Chorvatsku.

## Školství
Ve městě působí celkem sedm základních škol, z nichž jedna je umělecká (chorvatsky Umjetnička škola Luke Sorkočevića). Škol středních je provozováno celkem devět. Nejstarší střední škola, která v Dubrovníku působí, má kořeny sahající až do 11. století. Tehdy se jednalo o vzdělávací instituci založenou při řádu Benediktýnů. Kromě ní působí ve městě také střední škola Ruđera Boškoviće, která byla založena v 17. století jako jezuitská škola.
Nejstarší vysoká škola v Dubrovníku vznikla v roce 1624 („Collegium Rhagusinum“), které bylo hlavní univerzitou pro celou Dubrovnickou republiku. Studoval na něm např. i zmíněný Ruđer Bošković, který dále pokračoval na studiích v Římě. V roce 1913 byla v Dubrovníku založena první vysoká škola (ekonomická a obchodní). Kromě toho působí ve městě i škola námořních věd, a to již od století devatenáctého. Současná dubrovnická univerzita vznikla sloučením několika dislokovaných fakult různých chorvatských vysokých škol (včetně fakulty námořní) v roce 2003.

## Sport

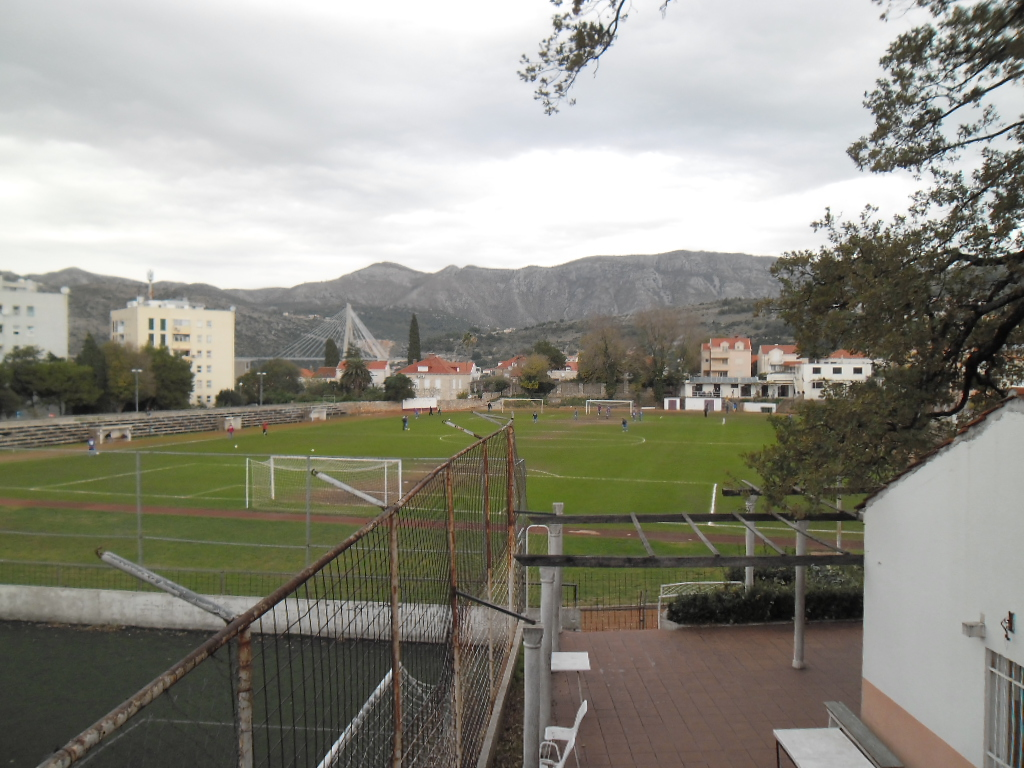
Městský stadion Lapad.

V Chorvatsku i v bývalé Jugoslávii je Dubrovník znám především díky vodnímu pólu. Místní tým Jug vyhrál 4. evropský titul, Evropský superpohár a evropský pohár LEN. Ve městě jsou další dva kluby: „VK Dubrovnik“ a „Dubrovački veterani“. Jugoslávskou ligu ve vodním pólu vyhrál celkem jednadvacetkrát.
Fotbalový tým NK GOŠK Dubrovnik byl založen v roce 1919 a má i svůj mládežnický manšaft, který hraje v chorvatské třetí divizi.
V Dubrovníku jsou dva hlavní basketbalové týmy. „KK Dubrovnik“ byl založen v roce 1946. „ŽKK PGM Ragusa“ je ženský basketbalový tým, který hraje první chorvatskou ligu.
Řada místních vodních pólistů vyhrála olympijské medaile, jako např. Veselin Đuh, Goran Sukno a další. Olympijskou medaili získala také místní plavkyně Sanja Jovanović.
V roce 2025 bude Dubrovník hostit Světové mistrovství v házené. Pro tyto účely je budována nová sportovní hala.

## Dubrovník ve filmu
Dubrovník patří vzhledem k svému zachovalému historickému jádru téměř nezasaženému moderní architekturou mezi vděčné lokality pro filmové štáby.
Město posloužilo také jako kulisa pro natáčení seriálu Hra o trůny (Game of Thrones), ve kterém (s velkým přispěním digitálních efektů) představuje fiktivní Královo přístaviště, hlavní město Západozemí a sídlo krále Sedmi království. Natáčel se zde také seriál Borgia.
V Dubrovníku se také natáčela část filmu Star Wars: Poslední z Jediů (8. díl série). Historické město zde posloužilo jako kulisa pro lokalitu Canto Bight.
Přítomnost města v řadě filmů a seriálů se odráží pozitivním směrem na nárůstu turistického ruchu, což podporuje ekonomický rozvoj města. První filmy se zde točily již na počátku 20. století.

## Konzuláty
V Dubrovníku se nachází konzuláty následujících zemí: Belgie, Dánsko, Nizozemsko, Velká Británie, Rakousko a Španělsko.

## Partnerská města
- Bad Homburg vor der Höhe, Německo, 2002
- Graz, Rakousko, 1994
- Helsingborg, Švédsko, 1996
- Monterey, USA, 2007
- Ragusa, Itálie, 2000
- Ravenna, Itálie, 1969
- Sarajevo, Bosna a Hercegovina, 2007
- Vukovar, Chorvatsko, 1993
- Imotski, Chorvatsko, 2022[61]

## Známé osobnosti
- Lujo Adamović, botanik
- Srđan Andrić, fotbalista
- Mislav Anđelković, fotbalista
- Ivo Banac, historik a politik
- Mario Bonić, fotbalista
- Ruđer Bošković[62], vědec
- Vlaho Bogišić, spisovatel[63]
- Nikola Božidarević, malíř
- Izmira Brautović, herečka
- Vlaho Bukovac, malíř
- Ivan Bunić Vučić, básník
- Melko Čingrija, poslanec, starosta Dubrovníku
- Zvonimir Deranja, fotbalista
- Lovro Dobričević, malíř
- Džore Držić, básník
- Marin Držić, spisovatel
- Veselin Đuho, hráč vodního póla
- Ignjat Đurđević, spisovatel
- Elvis Fatović, hráč vodního póla
- Vlado Georgiev, zpěvák
- Marin Getaldić, vědec
- Milovan Glišić, jazykovědec, spisovatel
- Ambroz Gučetić, biograf
- Nikola Vitov Gučetić, šlechtic, politik a filozof
- Ivan Gundulić, básník
- Ivan Šiškov Gundulić, básník
- Andrija Habulin, chorvatský judista
- Mihajlo Hamzić, malíř
- Milo Hrnić, zpěvák
- Josip Ivanović, sochař
- Sanja Jovanović, plavkyně
- Đelo Jusić, dirigent
- Ernest Katić, spisovatel
- Tereza Kesovija, zpěvačka
- Miho Klaić, chorvatský politik
- Andro Knego, basketbalista
- Mario Kopić, filozof a publicista
- Benedikt Kotruljević, obchodník
- Vlado Kovačević, šachista
- Petar Kriste, politik
- Paško Lovrić, geodet a kartograf
- Šiško Menčetić, zpěvák
- Darko Miladin, fotbalista
- Milan Milišić, spisovatel a překladatel
- Ahmed Muradbegović, spisovatel a dramaturg
- Junije Palmotić, básník
- Luko Paljetak, spisovatel
- Vlaho Paljetak, zpěvák
- Miho Pracat, mořeplavec a bankéř
- Goran Sukno, hráč vodního póla
- Frano Supilo, politik
- Mate Šarlija Daidža, generál chorvatské armády
- Mihovil Španja, plavec
- Slaven Tolj, umělec
- Mavro Vetranić, spisovatel
- Ivo Vojnović, spisovatel
- Božo Vuletić, hráč vodního póla
- Dominko Zlatarić, básník a překladatel
- Cvijeta Zuzorić, zpěvačka